# Parque nacional Nahuel Huapi
El parque nacional Nahuel Huapi (Isla del Jaguar) (estrictamente parque y reserva nacional Nahuel Huapi) es una extensa área natural protegida ubicada en el sudoeste de la provincia del Neuquén y en el oeste de la de Río Negro, en la Patagonia de Argentina. El parque forma parte de la reserva de biosfera Andino Norpatagónica desde el 2007.
Es el más antiguo de los parques nacionales argentinos, ya que fue creado el 8 de abril de 1934, sobre la base de la donación de tierras que realizara Francisco Pascasio Moreno con este fin. El parque abarca 717.261 ha, en una franja de unos 60 km de ancho por unos 170 km de norte a sur, recostada sobre la cordillera de los Andes.
El parque Nahuel Huapi es internacionalmente conocido por su atractiva geografía en la que se destacan el lago Nahuel Huapi, y el cerro Tronador que son complementados por un variado conjunto de montañas, valles, más de 60 lagos y lagunas, y un sinnúmero de arroyos. El parque, ubicado entre las altitudes de 700 m s. n. m. y 3400 m s. n. m., se destaca por sus ecosistemas representativos de los Andes patagónicos, habitando en él más de un millar de especies botánicas superiores, y unas 300 especies de animales vertebrados. Los mismos se distribuyen en cuatro ambientes: el altoandino, el bosque andino patagónico, el bosque húmedo y la estepa patagónica.
El parque nacional Nahuel Huapi es uno de los más extensos y parece tenerlo todo: montañas, lagos, ríos, bosques, estepa y hasta una gran ciudad, Bariloche. En este lugar de la Patagonia, comenzó la historia de los parques nacionales argentinos, que hoy se distribuyen por todo el territorio nacional.
Se han contabilizado un gran número de especies de mamíferos, aves, peces y reptiles, incluyendo varias que se encuentran amenazadas o en peligro de extinción. Los amplios bosques y ambientes naturales incluyen una rica variedad de plantas, con profusión de coihues, cipreses y alerces. Entre su fauna característica se destacan los cóndores, ciervos, jabalíes, pumas y guanacos. En épocas recientes ha aumentado la amenaza que las actividades que realiza el hombre en la región representan para la integridad del parque, sus ambientes naturales y las especies que moran en él.

## Administración y zonificación
El área protegida tiene un total de 717.261 ha y se subdivide en tres zonas de distinto grado de protección:
- Parque nacional Nahuel Huapi, con 491.881 ha y con un estado óptimo de conservación. Dentro de este sector se encuentran los lagos Villarino, Falkner, Traful, Correntoso, Espejo, Mascardi, Martín, Steffen, Guillelmo, los brazos Blest y de la Tristeza del lago Nahuel Huapi y el monte Tronador. Como por sus características biológicas deben gozar de un grado de protección mucho más riguroso,[11] el decreto n.º 2149/1990 de 10 de octubre de 1990 designó 5 sectores de esta área como reserva natural estricta Nahuel Huapi, de 754.36 ha (incluyendo un sector de reserva nacional).[12]  Los límites de estas reservas fueron modificados por el decreto n.º 453/1994 de 23 de marzo de 1994, que creó en esta zona 3 sectores de reservas naturales silvestres.[13]
- Reserva nacional Nahuel Huapi, Zona Centro: con un estado de preservación menor al del parque, al poseer una categoría menos estricta que el anterior por estar englobada mayormente en áreas privadas.[14] Este sector comprende en la provincia del Neuquén el río Limay y su área adyacente, los ejidos de Villa Traful y de Villa la Angostura, la isla Victoria, la costa norte del lago Nahuel Huapi y todo este lago a excepción de los brazos Blest y de la Tristeza. En la isla Victoria existe en su extremo norte un sector de reserva natural estricta, y en la parte central y sur dos sectores de reserva natural silvestre.
- Reserva nacional Nahuel Huapi, zona Gutiérrez: junto con la zona Centro totaliza 225.380 ha. Comprende en la provincia de Río Negro el ejido municipal de San Carlos de Bariloche, la península de Llao-Llao, Villa Mascardi, los lagos Moreno y Gutiérrez, y el extremo sur sobre el río Manso. En las fuentes del río Ñirihuau existe una reserva natural silvestre.

Por resolución n.º 126/2011 de 19 de mayo de 2011 de la Administración de Parques Nacionales -que administra el parque nacional- se dispuso que éste encuadrara para los fines administrativos en la categoría áreas protegidas de complejidad I, por lo cual tiene a su frente un intendente designado, del que dependen 6 departamentos (Administración; Obras y Mantenimiento; Guardaparques Nacionales; Conservación y Educación Ambiental; Uso Público; Recursos Humanos y Capacitación) y 2 divisiones (Despacho y Mesa de Entradas, Salidas, y Notificaciones; Asuntos Jurídicos).
La sede del parque se encuentra ubicada en la ciudad de San Carlos de Bariloche, dentro del complejo del Centro Cívico. Además existen numerosos guardaparques nacionales ubicados en distintos puntos del parque que hacen cumplir las reglamentaciones vigentes en cuanto a las actividades permitidas y no permitidas en el parque, y orientan a los turistas y visitantes que lo recorren. El parque nacional tiene un Plan de Gestión actualizado en 2019.

## Historia

### Primeros pobladores

Bandera del pueblo Günün a künä.

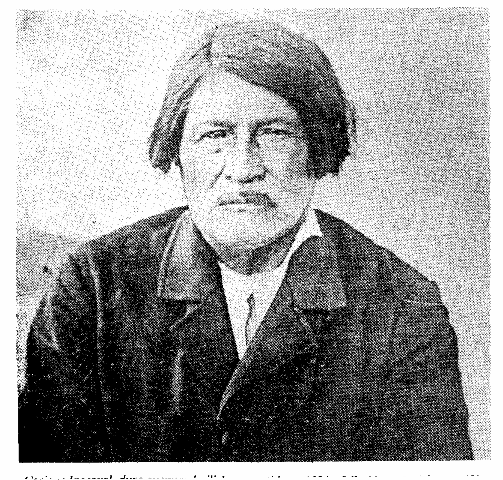
El cacique Inacayal, (c. 1885), líder de grupos indígenas en la región hacia fines del.

A partir del fechado de restos arqueológicos, se ha determinado que la región fue ocupada inicialmente por el hombre por lo menos desde hace unos 10.600 años, probablemente por tribus de cazadores recolectores que hicieron su entrada desde el norte del continente. Sin embargo, algunos estudios basados en evidencias complementarias halladas en proximidades del Nahuel Huapi ubican los primeros asentamientos hace 13.000 años.
Según relatos del padre Mascardi, hacia 1670 en la zona del lago Nahuel Huapi había tres grupos indígenas diferenciados. Los puelches de Nahuel Huapi que estaban asentados en el perímetro del lago y en la actual isla Victoria, aunque también incursionaban por la zona de la estepa. En sus desplazamientos se valían de la dalca, una especie de canoa de madera desarmable. Solían cruzar la cordillera y navegando el lago Todos los Santos y el seno de Reloncaví, llegar hasta Chiloé.[cita requerida] Hablaban una lengua propia. Los poyas: cazadores-recolectores, asentados al este y sur del lago Nahuel Huapi, posteriormente identificados como tehuelches. También poseían lengua propia. Usaban el arco y flecha y las boleadoras; y contaban con perros que les ayudaban en la caza. Su vivienda era el "toldo" de cuero. Se abrigaban con mantos de pieles de guanaco (quillango). Los mapuches de habla veliche, también denominados puelches (orientales), quienes hacia fines del siglo XVII se desplazaban entre la margen norte del río Limay hasta proximidades del volcán Lanín por el norte. El veliche era un dialecto del mapudungún, la lengua común de diversos grupos desde el valle del Aconcagua hasta el archipiélago de Chiloé, a ambos lados de los Andes.
En los dos siglos siguientes los dos primeros grupos fueron "mapuchizados", tanto por la influencia de los grupos mapuches  llegados desde el oeste de los Andes. La región fue visitada por primera vez por misioneros jesuitas provenientes desde el oeste de la cordillera hacia el 1670. La tribu del cacique Inacayal pobló el área hasta que hacia 1880 presionado por la Conquista del Desierto se mudó con su tribu a las cercanías de Tecka en Chubut.

### Incursiones hispanas
Hacia los siglos XVI y XVIII la región fue frecuentada por algunas expediciones militares españolas provenientes de Chile que cruzaron los Andes para atacar a los indígenas que vivían de este lado de esa cordillera, como parte de acciones para controlar su accionar sobre las ciudades coloniales chilenas.
Los europeos han circulado por la región desde el siglo XVII. Razones históricas, político-sociales y económicas confluyeron para que la zona fuera inicialmente abordada desde territorio hoy chileno. Esto se enmarca en el avance hispano que procedente del Perú, continuó hacia el sur fundando ciudades en Chile durante la segunda mitad del siglo XVI, y que encuentra una fuerte resistencia de los grupos nativos denominados genéricamente como araucanos.
A causa de la presión que los indígenas ejercieron tras la cordillera, los españoles realizaron una serie de incursiones armadas denominadas malocas para combatir los indígenas. Fue el contexto de las malocas el que determinó el ingreso del capitán Juan Fernández al lago Nahuel Huapi en 1620; aunque se utilizó como excusa la búsqueda de la “Ciudad de los Césares”. Esta leyenda de la época, mencionaba la existencia de una ciudad ocupada por españoles sobrevivientes de expediciones al sur de Patagonia, o de las fundaciones de Pedro Sarmiento de Gamboa o, hasta de pobladores que habrían huido de Osorno durante una gran rebelión indígena que asoló a las ciudades del sur de Chile. Según la leyenda los sobrevivientes habrían fundado una ciudad abundante de oro y plata, lo cual incentivó la codicia de los viajeros de la época. Juan Fernández utilizó el llamado “Camino de las Lagunas”; que incluía navegación marina (Chiloé-seno del Reloncaví) y lacustre (lago de Todos los Santos) y el cruce de la cordillera para llegar al lago Nahuel Huapi, donde se retomaba la navegación hacia el este. Esta vía de comunicación ya era usada por los indígenas.

### Presencia de misioneros jesuitas
Sacerdotes jesuitas establecieron una misión en el Nahuel Huapi, la cual tuvo una existencia accidentada, incluida la muerte de todos sus misioneros: Mascardi, Guillelmo, Laguna, Zúñiga y Elguea. La misión fue destruida dos veces por incendios, y los muy precarios caminos de acceso, tornaban muy difíciles las comunicaciones con Chile y el aprovisionamiento.
El accionar hispano de mediados del siglo XVIII fue contradictorio. Mientras que por un lado propiciaba, una política de acercamiento con las comunidades indígenas, por el otro fingía ignorar los abusos cometidos por capitanes de su ejército que efectuaban malocas con fines esclavistas. Lo que producía la correspondiente reacción hostil de las tribus afectadas. Por ello el padre jesuita Diego de Rosales, cruzó en 1653 la cordillera con la finalidad de calmar los ánimos de las comunidades afectadas al este de la cordillera. En su recorrida visita el Nahuel Huapi, apaciguando a sus habitantes, que eran maloqueados desde Chiloé.
Posteriormente en 1670 arriba a la región el padre Nicolás Mascardi, procedente de la base jesuita establecida en Chiloé. Mascardi intenta interceder y defender los intereses de los pueblos de este lado de la cordillera que eran frecuentemente atacados por incursiones españolas provenientes de Chile. Su accionar termina abruptamente con su muerte en 1674 a manos de indígenas hostiles, durante su cuarta expedición al sur de la Patagonia.
En 1703 el padre Felipe Laguna (Philip Van der Meeren) reinició la misión, al que se le suma luego el padre Guillelmo. La misión duró hasta 1717, fecha en que es asesinado Francisco de Elgueta, sucesor de Guillelmo, en un enfrentamiento con los indígenas. La misión fue saqueada e incendiada y los jesuitas abandonaron la zona.
Quedaron rastros de este contacto hispano-indígena en un sitio arqueológico de la península Llao Llao. El sitio pudo haber servido de posta intermedia en el tránsito lacustre de los jesuitas entre brazo Blest y su misión emplazada en la costa noreste del lago Nahuel Huapi.

### El perito Moreno y la creación del parque

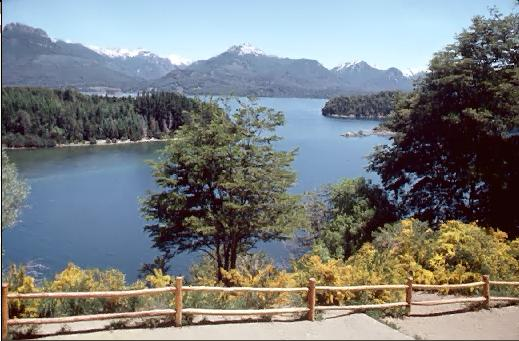
Vista del lago Nahuel Huapi desde la isla Victoria.

La zona luego ocupada por el parque fue recorrida y visitada en varias oportunidades por el Dr. Francisco Pascasio Moreno, que el 22 de enero de 1876 fue el primer hombre no indígena que llegó a las orillas del lago Nahuel Huapi desde el océano Atlántico remontando el río Limay. Moreno fue un miembro distinguido y muy activo como perito de la Comisión de Límites, que trabajó para resolver la demarcación de la frontera entre Argentina y Chile. En reconocimiento a su labor el Gobierno argentino le concedió mediante la ley n.º 4192 de 11 de agosto de 1903 una extensión 25 leguas cuadradas de tierras fiscales en un punto de su elección a ubicar en el Territorio Nacional del Neuquén o al sur del río Negro. Moreno eligió tierras que se ubicaban en lo que hoy es el parque nacional, incluyendo puerto Blest, laguna de los Cántaros, laguna Frías y el paso Rosales.
El 6 de noviembre de 1903 Moreno escribió al ministro de Agricultura Wenceslao Escalante manifestando su deseo de donar 3 leguas cuadradas (7500 ha) con la exclusiva condición de ser reservada como parque nacional sin que en ella pueda hacerse concesión alguna a particulares, para mantener su fisonomía natural y que las obras que se realicen sólo sean aquellas que faciliten comodidades para la vida del visitante. El área abarcaba la zona de Puerto Blest y del paso Pérez Rosales junto al límite internacional. Moreno vendió el resto de la tierra para solventar una serie de comedores para indigentes. Ese día es conmemorado como Día de los Parques Nacionales. El 1 de febrero de 1904 el gobierno de Julio Argentino Roca aceptó por decreto la renuncia de Moreno a las 3 leguas cuadradas que le habían sido donadas y las reservó para un futuro parque nacional creando así la primera reserva en todo el territorio argentino:

Art. 1° — Acéptese dicha renuncia y resérvese como Parque Nacional la zona indicada, sin que en ella pueda hacerse concesión alguna a particulares.

El 17 de enero de 1907 un decreto del presidente José Figueroa Alcorta amplió a 43 000 ha la zona reservada para el futuro parque nacional. Un decreto de 26 de mayo de 1916 nombró encargado de esta reserva a George A. Newbery, tío del aviador Jorge Newbery y poblador de la región desde 1894, quien aceptó el cargo ad-honorem. El 8 de abril de 1922, sobre la base de la donación de Moreno se creó el primer parque nacional argentino, llamado parque nacional del Sur, con una superficie de 785 000 ha, por decreto s/n del presidente Hipólito Yrigoyen.

Declárase Parque Nacional del Sur la región cordillerana de los territorios de Neuquén y del Río Negro, comprendiendo una extensión aproximada de tierra fiscal de 785.000 hectáreas (...)

El decreto de Yrigoyen encomendó la vigilancia y dirección provisional del parque al ingeniero geógrafo de la Dirección de Tierras, Emilio Frey. Otro decreto el 22 de abril de 1924 constituyó la Comisión Pro Parque Nacional del Sur. El 29 de septiembre de 1934 mediante la sanción de la ley n.° 12103 -promulgada el 9 de octubre de 1934- fue creada la Dirección de Parques Nacionales, el parque nacional Nahuel Huapi (nuevo nombre del parque nacional del Sur) y el parque nacional Iguazú. Emilio Frey fue designado primer intendente del parque nacional Nahuel Huapi. La ley excluyó del dominio público amplias porciones del parque nacional, entre ellas la colonia agrícola Nahuel Huapi, el pueblo San Carlos de Bariloche y sus ensanches, la futura Villa la Angostura y la península de Llao-Llao.
Hasta el 11 de octubre de 1971 la península de Quetrihué (antes Beatriz), sobre la ribera norte del lago Nahuel Huapi formaba parte del parque nacional Nahuel Huapi. En esta fecha se decidió darle entidad autónoma creando el parque nacional Los Arrayanes mediante la ley n.º 19292. La decisión se originó en la importancia de la formación boscosa que alberga en su extremo sur, compuesta exclusivamente de arrayanes (Luma apiculata), un árbol de la familia de las mirtáceas de vistosa corteza color dorado y lento crecimiento. La misma ley dividió el resto del parque nacional en 3 sectores: parque nacional Nahuel Huapi; reserva nacional Nahuel Huapi, zona Centro; y reserva nacional Nahuel Huapi, zona Gutiérrez.

### Desarrollo del turismo
Las primeras iniciativas turísticas para promover el conocimiento y disfrute del parque nacional datan de las décadas de 1930 y 1940. Tras la creación del parque nacional en 1934, la Administración de Parque Nacionales ("Parque Nacionales" o PN) pone en ejecución un ambicioso proyecto para proveer a la región de comodidades e infraestructura que permitieran apreciazar y disfrutar del parque. El hotel Llao Llao es inaugurado hacia finales de la década de 1930. Y el parque comenzó a recibir turistas, principalmente de Argentina, pero también de otros países, además la llegada del tren que comunicaba Buenos Aires con Bariloche en 1934 fue muy importante en este aspecto. Las primeras infraestructuras turísticas eran bastante básicas y estaban centradas en actividades como el senderismo, el camping y la pesca. Se empezaron a trazar y marcar los primeros senderos de caminata para facilitar el acceso a puntos de interés natural, como el Cerro Campanario y el Lago Nahuel Huapi. Se llevaron a cabo las primeras campañas de promoción para atraer a turistas nacionales, especialmente desde Buenos Aires y otras ciudades argentinas. Se usaron publicaciones en periódicos de Buenos Aires y folletos para dar a conocer el parque y sus atractivos; y se  establecieron relaciones con agencias de turismo para organizar excursiones y visitas guiadas al parque. En 1939 se bota la nave Modesta Victoria en el lago Nahuel Huapi la cual operada por PN es fundamental en impulsar el desarrollo de excursiones por el lago, a la isla Victoria y a Puerto Blest.

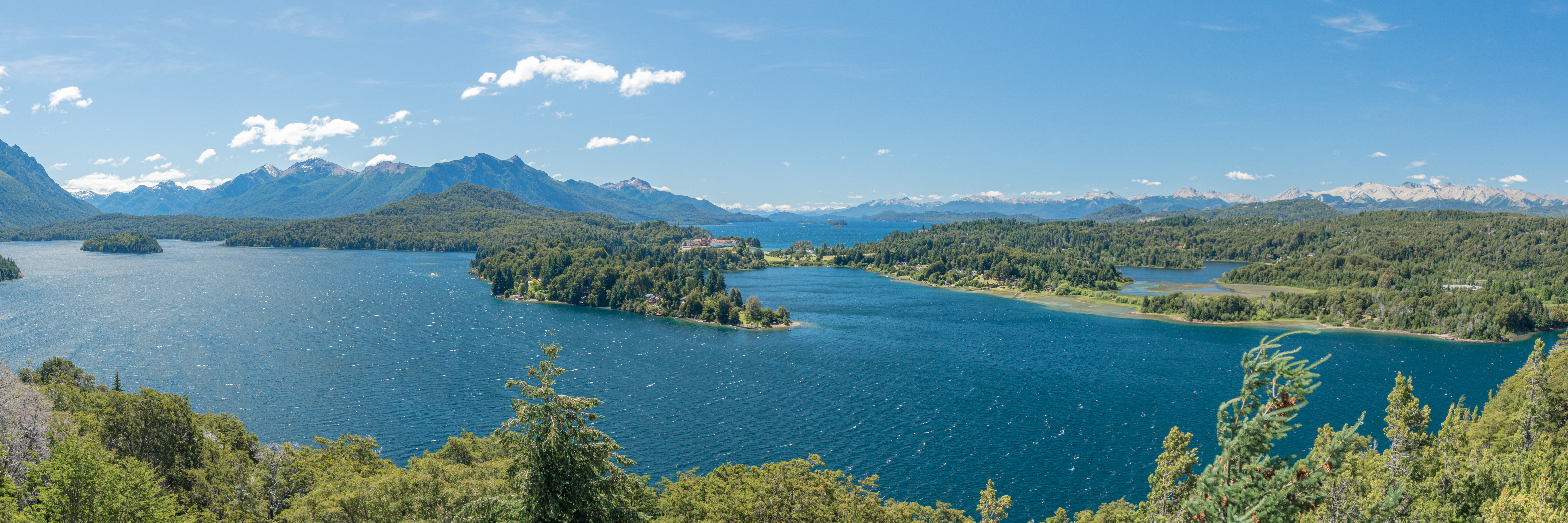
Panorámica de la península Llao Llao, uno de los puntos más visitados del Circuito Chico.

Durante las décadas de 1950 y 1960, el parque vio un incremento en la construcción de infraestructuras para el turismo, incluyendo la construcción de hoteles, cabañas, refugios y caminos. El desarrollo de la ciudad de San Carlos de Bariloche, en particular, contribuyó a que el parque se convirtiera en un destino popular para los turistas. Se mejoraron la conectividad, y en 1954 se inaugura el aeropuerto de Bariloche e infraestructuras de transporte, incluyendo caminos y servicios de autobuses que conectaban Bariloche con las principales entradas al parque. Se organizaron eventos y festivales en Bariloche para atraer turistas, como la Fiesta Nacional de la Nieve, que ayudó a promocionar tanto la ciudad como el parque. En el cerro Catedral PN instala en 1950 un cablecarril, dando un impulso al desarrollo de los deportes de invierno.
Con el tiempo, y especialmente en las décadas de 1970 y 1980, el parque empezó a ofrecer una gama más amplia de actividades recreativas, como el esquí en el Cerro Catedral y el Cerro Otto, así como excursiones en bote y actividades de observación de la naturaleza. La llegada de turistas internacionales también comenzó a aumentar durante esta época. A principios de la década de 1970 se completa el pavimento de la ruta 237 que une Bariloche y Buenos Aires, y la afluencia de visitantes por vía terrestre crece en forma notable.
A partir de la década de 1990, se puso un mayor énfasis en la conservación ambiental y el turismo sostenible. El aumento del turismo llevó a un reconocimiento más amplio de la necesidad de proteger los ecosistemas del parque, lo que resultó en regulaciones más estrictas y en la implementación de prácticas de turismo responsable.

## Geología

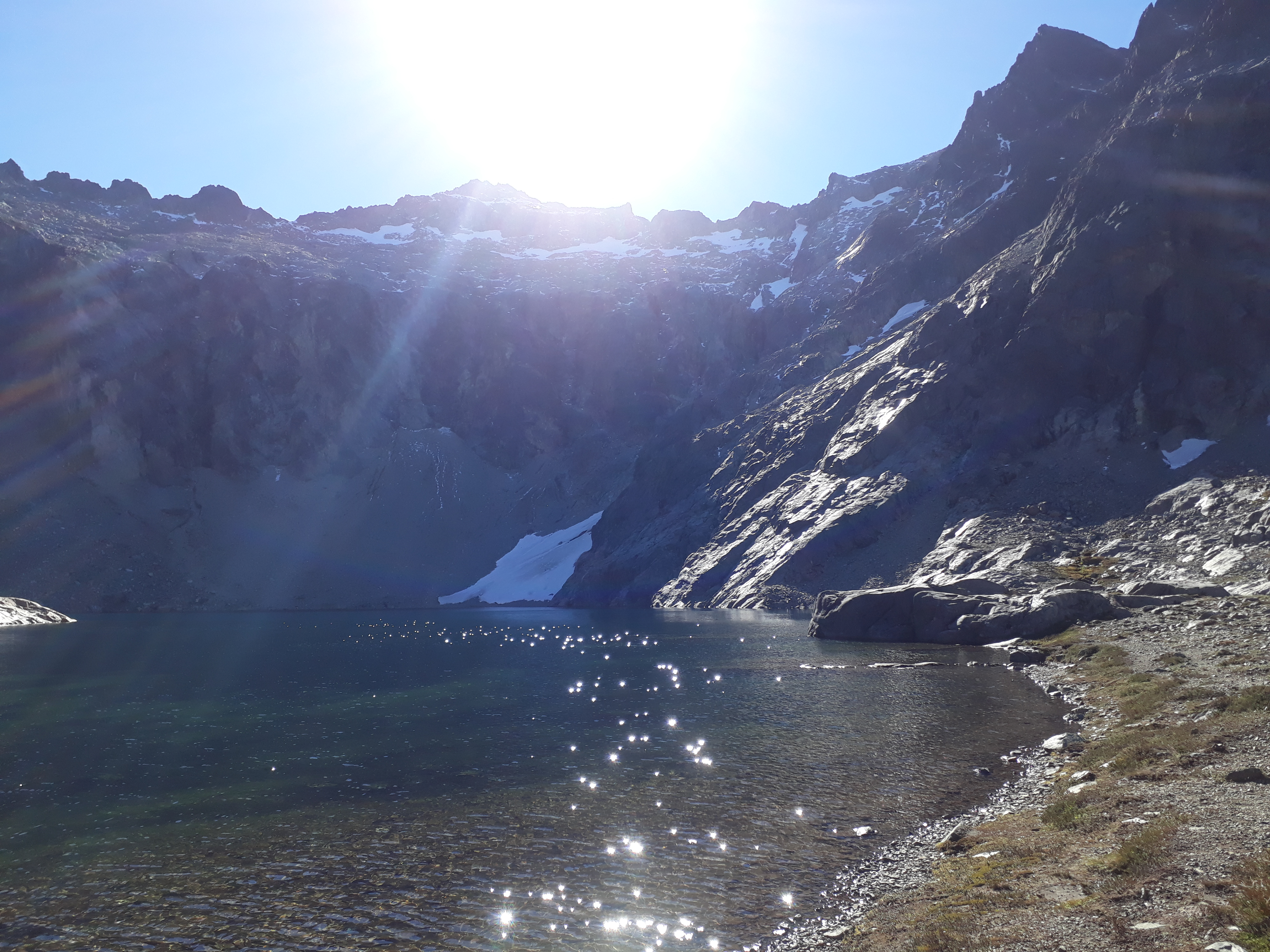
Laguna Témpanos, 1600 m s.n.m., cerca del Refugio Jakob, en el parque nacional Nahuel Huapi.

La geología y geografía de la zona del parque nacional Nahuel Huapi es el resultado de una serie de procesos de conformación y transformación que ocurrieron a lo largo de millones de años en la zona que hoy ocupa el parque nacional Nahuel Huapi. En particular los procesos que han modificado los estratos terrestres mediante fenómenos agrupados en la tectónica de placas, han sido determinantes en la conformación de la cordillera de los Andes sobre la cual se recuesta una parte importante del parque.
El desplazamiento de placas de la litósfera por movimientos internos del magma terráqueo, ha resultado en el ascenso y quiebre de la corteza terrestre en fallas o pliegues. Estos procesos y fenómenos geofísicos de deformación y dislocación explican la formación de la mayor parte de las montañas, en procesos orogénicos que han durado millones de años.
La geología del área del Nahuel Huapi está caracterizada por resabios de rocas antiguas. Inicialmente, la zona era un fondo marino relativamente poco profundo y hace unos 200 millones de años se comienzan a manifestar fenómenos de vulcanismo con erupción de rocas ígneas. Hace unos 65 millones de años la cordillera de los Andes comenzó su proceso de crecimiento, impulsada por la subducción de la placa de Nazca debajo de la placa suramericana. En este proceso, la corteza se fracturó, dando origen a una serie de volcanes. Posteriormente, hace unos 2,5 millones de años, comenzó la acumulación de nieve y hielo, formando glaciares en las zonas de montaña, los que fueron descendiendo por los valles. El movimiento de las masas de hielo cortó y esculpió numerosos valles con perfiles en forma de U, que forman parte del paisaje que se puede observar hoy.

### Procesos de orogénesis
Durante la era Paleozoica hace unos 300 a 400 millones de años, toda la zona que ocupa actualmente el Parque Nahuel Huapi estaba cubierta por un mar de aguas templadas, no muy profundo. Durante los períodos Carbonífero y Pérmico de dicha era la temperatura descendió produciendo importantes procesos de glaciación.
No es hasta hace unos 200 millones de años que, durante la era Mesozoica, comienzan a manifestarse procesos de vulcanismo en la región. Durante los dos últimos períodos de la era Mesozoica, los períodos Jurásico y Cretácico la actividad volcánica se manifestó con gran violencia, resultando en importantes erupciones de rocas ígneas, lo que se combina con la interacción con el océano Pacífico. Los restos de fósiles marinos hallados en la cumbre del cerro Otto, y otras evidencias han permitido determinar que la zona de Bariloche hace más de 20 millones de años, a fines del Paleógeno de la era Cenozoica, estaba a más de 200 m bajo el nivel del mar. Los elementos han erosionado en gran medida los cerros de origen volcánico que se gestaron en este período, tales como los cerros Carbón, Ñireco, Blanco y Ventana, todos ubicados en la zona sureste del parque.

Esquema que muestra a la placa de Nazca penetrando por debajo de la placa suramericana, en un proceso que determinó la formación de la cordillera de los Andes.

Hacia el final de la era Mesozoica, a fines del Cretácico tardío, hace unos 65 millones de años, la cordillera de los Andes comienza a ascender en forma lenta pero continua, en un desplazamiento que es producto de la subducción de la placa de Nazca debajo de la placa suramericana. Durante la era Terciaria en particular durante el Mioceno hace 30 a 11 millones de años el movimiento de ascenso aumentó su ritmo. Estos desplazamientos fueron acompañados por procesos de vulcanismo que produjeron el desarrollo de volcanes en la cordillera, como por ejemplo el Tronador en el parque Nahuel Huapi. Durante el Plioceno y comienzos del Pleistoceno aunque siguieron los movimientos emergentes, los mismos tuvieron una intensidad menor.
Han sido sin embargo los procesos de las glaciaciones los que le han otorgado el último modelado a la geografía del parque Nahuel Huapi, para que resulten sus perfiles y formas actuales.
La glaciación del Pleistoiceno comenzó hace unos dos millones y medio de años. Las causas de las edades glaciales todavía son un tema controvertido. Según algunos estudiosos, el proceso podría haber estado relacionado con el aumento del tamaño de los continentes, y el correspondiente retroceso de los océanos, lo cual podría haber impulsado el descenso de la temperatura del planeta, con el consiguiente crecimiento de las masas de hielo de los glaciares. Sin embargo también hay consenso en que varios otros factores son importantes: la composición de la atmósfera; los cambios en el órbita de la Tierra alrededor del Sol (llamados ciclos de Milankovitch; y posiblemente la órbita del Sol alrededor del centro de la galaxia); la dinámica de las placas tectónicas y su efecto sobre la situación relativa y la cantidad de corteza oceánica y terrestre a la superficie de la Tierra; variaciones en la actividad solar; la dinámica orbital del sistema Tierra-Luna; y el impacto de meteoritos de grandes dimensiones o las erupciones volcánicas.

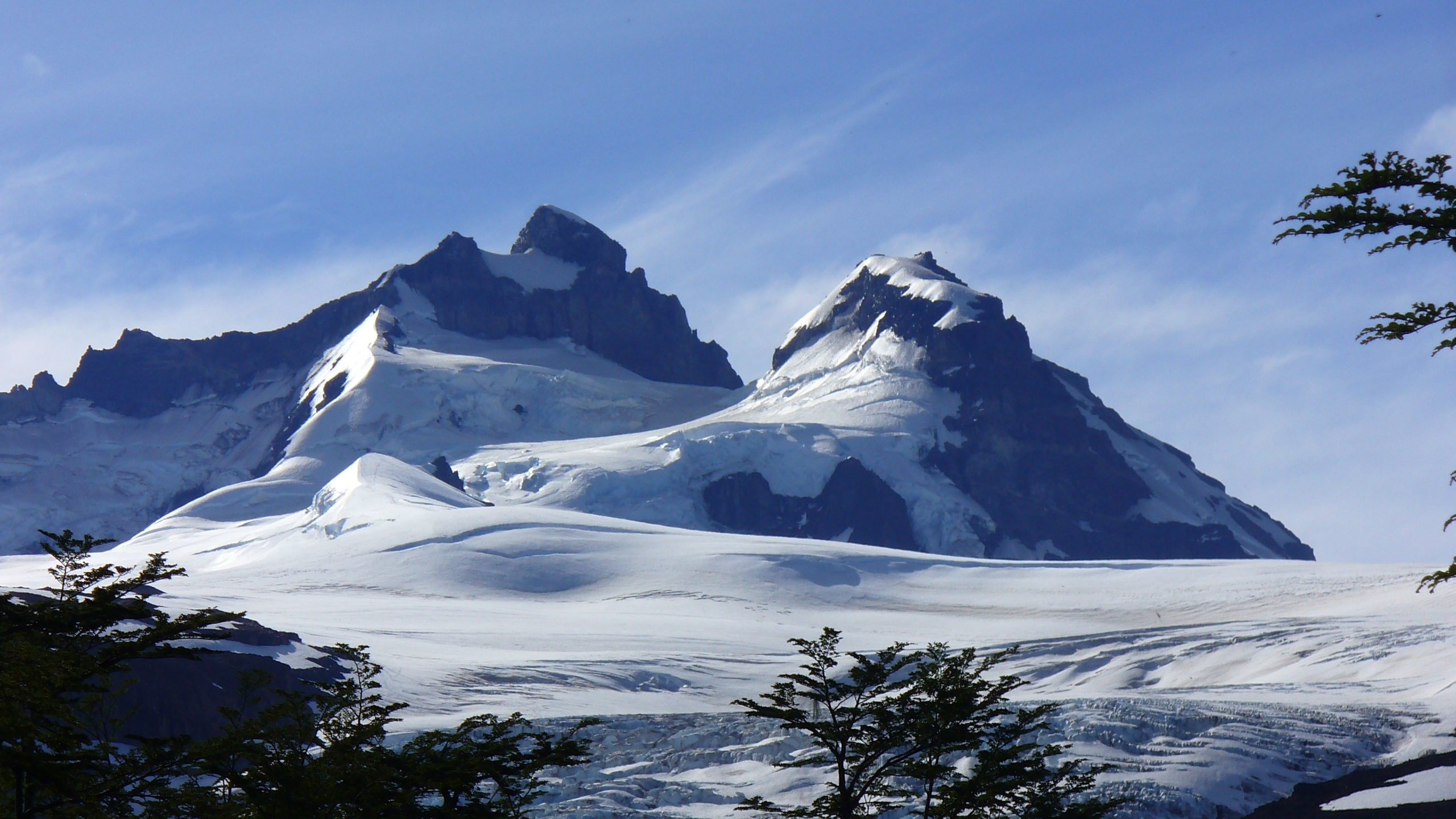
El Cerro Tronador aloja los últimos glaciares del parque.

La cordillera patagónica se cubrió con un gran campo de hielo. Las sucesivas glaciaciones del Pleistoceno remodelaron el paisaje y las montañas del parque. La actividad glacial sufrió importantes fluctuaciones con cuatro grandes avances y retrocesos. El último gran avance culminó hace unos 36.000 años. Durante la última glaciación gruesas capas de hielo cubrieron gran parte del área del parque y con su desplazamiento y peso, erosionaron la geografía hasta otorgarle las características actuales.
Hace unos 11.000 años comenzó la remisión de las grandes masas de hielo, como consecuencia de un aumento de la temperatura del ambiente que perduró en el tiempo. Al retirarse los hielos el paisaje había cambiado, estrechos valles primitivos habían sido ensanchados y sus bordes habían sido fuertemente erosionados por la acción de los glaciares y las piedras que arrastraban. Ejemplos en este sentido son los valles del arroyo Rucaco, del arroyo casa de Piedra, el valle del Casalata, y el del valle que conduce hasta laguna Negra. Los glaciares del Pleistoceno también dispersaron grandes bloques de piedra hasta sus actuales ubicaciones en valles y lechos de ríos.
Al derretirse los hielos y retroceder los glaciares, las cavidades y depresiones pasaron a ser ocupadas por innumerables lagos y lagunas que pueblan la zona. Las playas de muchos de estos lagos están conformadas por cantos rodados los cuales son resabios de las morrenas de los glaciares que poblaron la región. Actualmente hay pocas masas de hielo remanentes, y solo se encuentran glaciares en el cerro Tronador.

## Geografía

Mapa del parque y reserva nacional Nahuel Huapi.

El parque se encuentra atravesado de norte a sur por la cordillera de los Andes, por lo que el relieve es montañoso, aunque se observa una disminución de la altura de las montañas con respecto a la altura de las montañas ubicadas en zonas más hacia el norte. En forma similar las montañas más elevadas se encuentran sobre su zona oeste, mientras que en sus estribaciones por el este el parque se encuentra con la estepa patagónica caracterizada por una geografía de perfiles más suaves.
La zona fue conformada por la erosión durante la última glaciación, existiendo varios depósitos de material y morrenas. Los lagos en su mayor parte poseen costas conformadas por canto rodado y arenas gruesas, o placas pétreas de las montañas adyacentes, el gran lago que es núcleo de este parque nacional argentino es el que le da el nombre: lago Nahuel Huapi (en mapudungun «isla del yaguar»), tal lago de origen glaciar posee numerosas islas (en su centro la isla Victoria y entre las menores la afamada isla Huemul), bahías y penínsulas. De los abundantes lagos y lagunas se destaca el conjunto llamado Circuito de los Siete Lagos.
La montaña más alta del parque es el Cerro Tronador, un volcán inactivo de 3491 m s. n. m., el cual posee siete glaciares. Sobre la vertiente argentina se encuentran los glaciares Frías, Alerces, Castaño Overo y río Manso, mientras que sobre el lateral chileno se encuentran los glaciares Peulla, Casa Pangue y Río Blanco. El nombre de la montaña hace referencia al sonido que produce el desprendimiento de hielos en sus laderas. El Tronador ofrece interesantes posibilidades para practicar escalada en hielo. Un refugio de alta montaña permite pernoctar al pie del glaciar, y así poder comenzar el último tramo del ascenso hacia la cumbre durante las primeras horas del amanecer.
También se destaca el cerro Catedral que aloja un gran centro de esquí alpino en sus laderas noreste. La zona sur de la montaña le da su nombre a la montaña con sus imponentes picos y agujas graníticas que brindan un variado menú de opciones para los visitantes que disfrutan la escalada en roca. El refugio Emilio Frey (1700 m s. n. m.) ubicado a orillas de la laguna Toncek y base de la aguja Frey, es un pintoresco y conveniente punto de pernocte de los escaladores. Se puede acceder al refugio por dos rutas distintas, por el filo de la montaña desde la zona norte de la misma en una caminata que atraviesa los campos de piedra que coronan el Catedral y la Laguna Schmoll, o por la picada eslovena que parte de la base del cerro Catedral bordea su faldeo del lago Gutiérrez y asciende por el valle del arroyo Van Titter.

### Cumbres localizadas en el área protegida
Los siguientes cerros se encuentran en el parque:
- Cerro Otto (1405 m s. n. m.)
- Cerro Catedral (2388 m s. n. m.)
- Cerro López (2075 m s. n. m.)
- Cerro Ventana (1910 m s. n. m.)
- Cerro Navidad (2080 m s. n. m.)
- Cerro Tres Reyes
- Cerro Capilla (1958 m s. n. m.)
- Cerro de las Hormigas
- Cerro Punta Blanca
- Cerro Peñascoso (1930 m s. n. m.)
- Cerro Mirador (1816 m s. n. m.)
- Cerro Dormilón (1785 m s. n. m.)
- Pico Traful (2040 m s. n. m.)

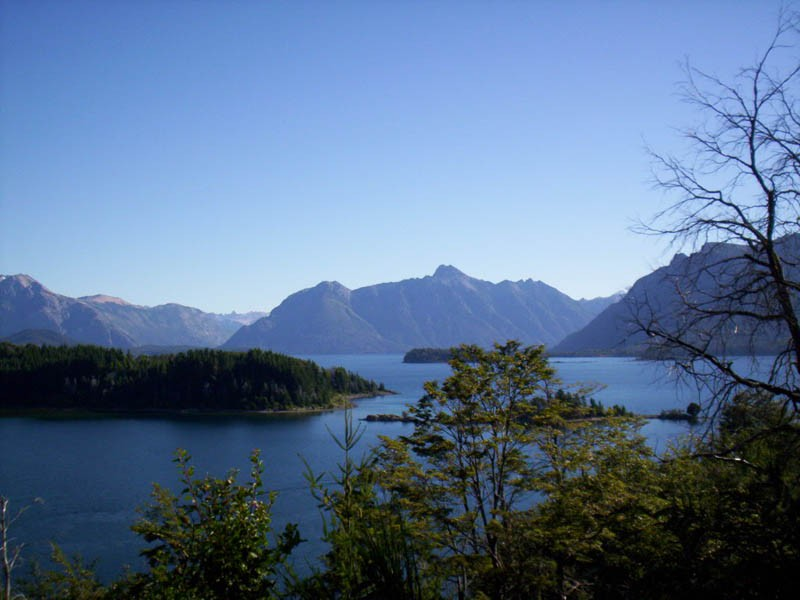
El parque nacional Nahuel Huapi en verano.

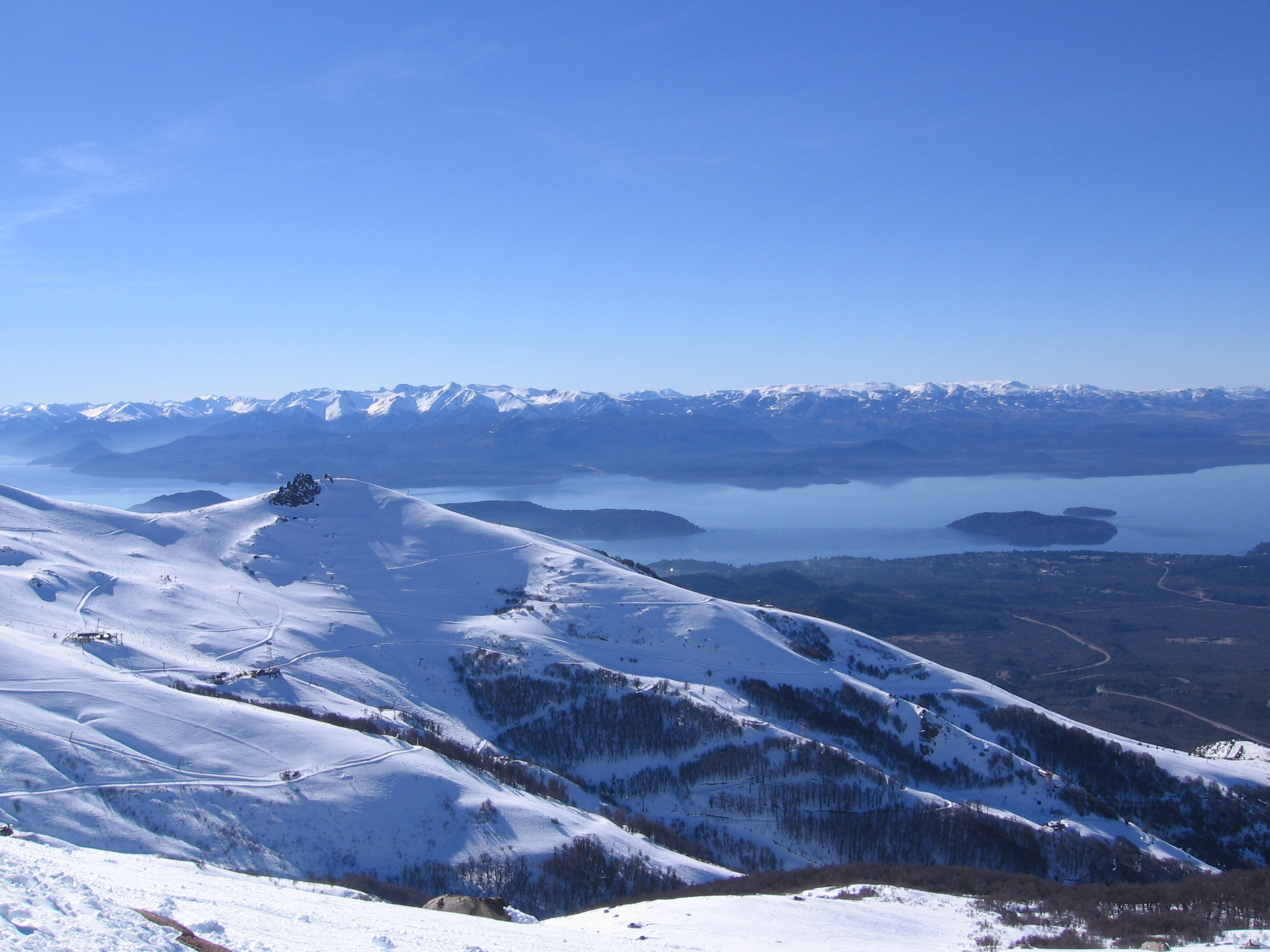
Vista desde el cerro Catedral en invierno.

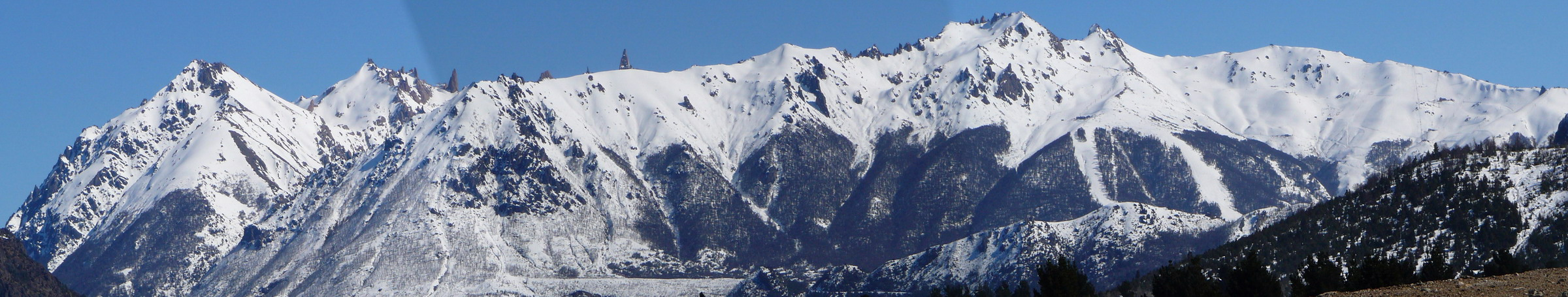
Panorámica

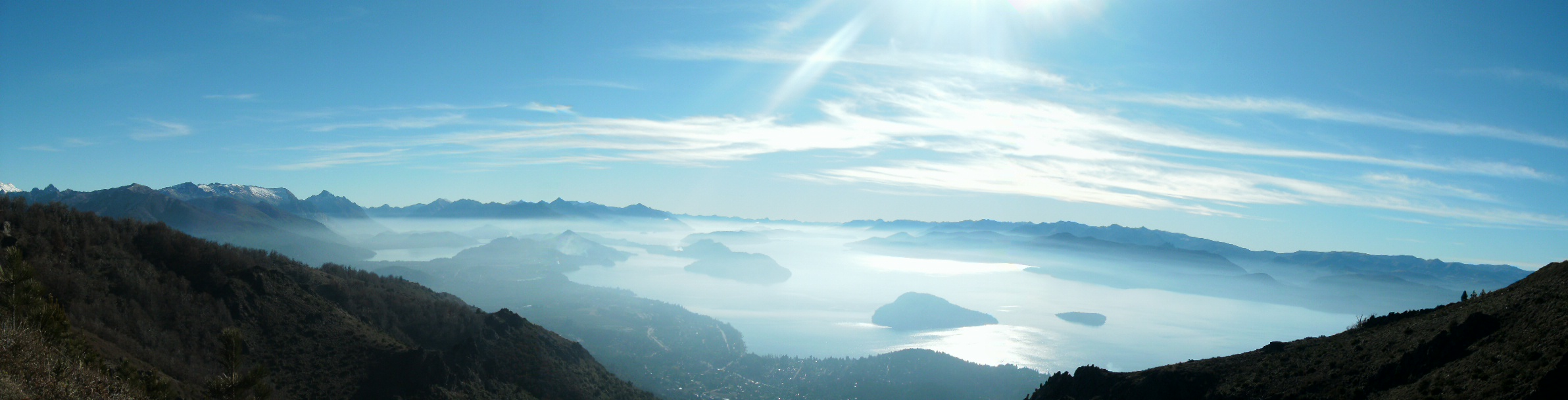
Vista desde el Cerro Otto

- Cerro Alto Mahuida (2052 m s. n. m.)
- Cerro Belvedere (1992 m s. n. m.)
- Cerro Bayo (1782 m s. n. m.)
- Cerro Cuyín Manzano (2220 m s. n. m.)
- Cerro La Lagunita (1720 m s. n. m.)
- Cerro de las Ardillas (1931 m s. n. m.)
- Cerro Pelado (1835 m s. n. m.)
- Cerro Huemul (1318 m s. n. m.)
- Cerro Machete (1816 m s. n. m.)
- Cerro Ñireco (2200 m s. n. m.)
- Cerro Bonete (2257 m s. n. m.)
- Cerro Fuerte (2113 m s. n. m.)
- Cerro Carbón (1580 m s. n. m.)
- Cerro Blanco (2205 m s. n. m.)

### Hidrografía
Producto de las intensas lluvias y nevadas que se registran en la zona del parque, y del deshielo en verano el parque posee un conjunto amplio y variado de hermosos lagos y lagunas. Desde la cima de las montañas nacen un sinnúmero de arroyos y ríos que son alimentados por el deshielo invernal, y que desembocan en los lagos que se encuentran en el parque.
El lago de mayor extensión es el Nahuel Huapi del cual toma el nombre el parque, abarca 557 km² y está ubicado a unos 700 m s. n. m. Sobre sus orillas se ubica la ciudad de Bariloche y Villa La Angostura. Posee siete ramificaciones o brazos: Campanario, de la Tristeza, Blest, Machete, del Rincón, Última Esperanza y Huemul, su profundidad máxima es de 464 m.
El Nahuel Huapi, es navegable y además de paseos en barco es posible en sus aguas practicar pesca deportiva, buceo, windsurf y navegación a vela. El lago posee algunas islas, siendo muy visitada la Isla Victoria (31 km²), otras islas son la Isla Huemul, la Isla de las Gallinas y la Isla Centinela. El lago desagua en el río Limay el cual confluye en el río Negro que desemboca en el océano Atlántico.
Otros lagos existentes en el parque son el Moreno, Traful, el Frey, el Fonck, el Hess, el Roca, el Martín, el Espejo, el Falkner, el Gutiérrez, el Mascardi, el Guillelmo, el Steffen, el Gallardo y el Villarino.
La mayoría de los lagos y arroyos poseen lechos formados por cantos rodados, que han sido conformados por la acción de los glaciares que cubrieron la zona. Existen algunas playas de arenas volcánicas, o tierras aluvionales.
Se destaca el río Limay que provee de desagote hacia la cuenca del océano Atlántico a varios de los sistemas lacustres del parque. En sus primeros kilómetros el recorrido del Limay transcurre por un valle muy vistoso conformado por piedra ígneas llamado valle Encantado, donde la acción de los elementos naturales ha desgastado la roca otorgándole caprichosas formas que dan origen al nombre del valle.

## Flora

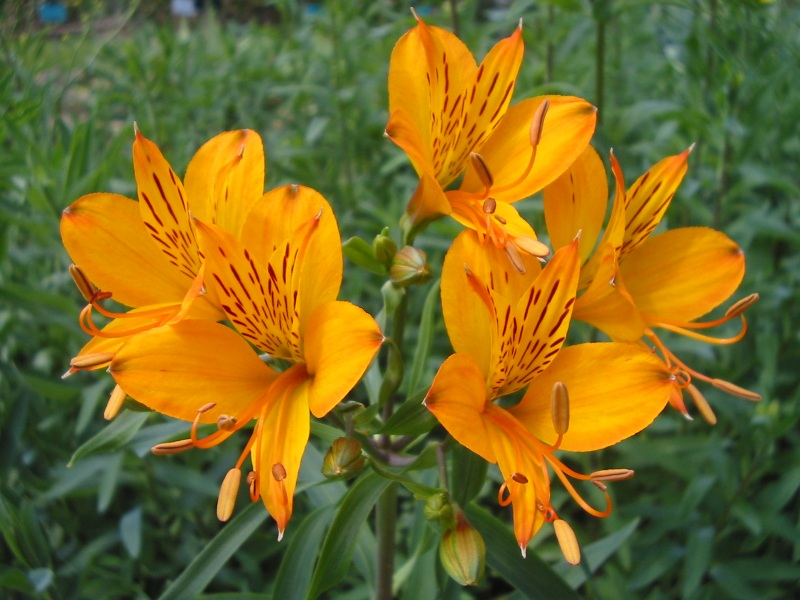
Flores de amancay.

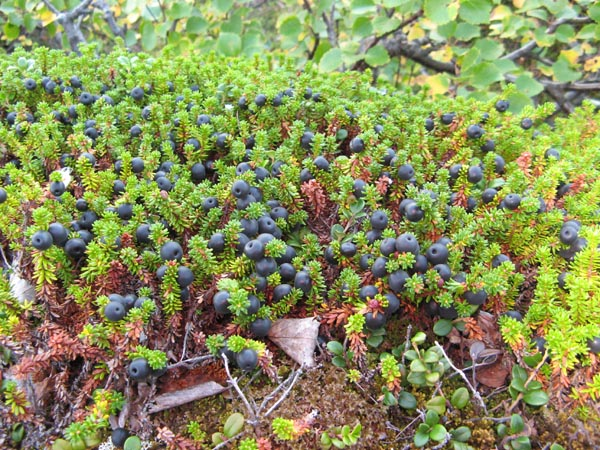
Murtilla, característica por sus bayas comestibles que se encuentra en la parte alta de los faldeos de las montañas.

En el parque se pueden identificar cuatro ecosistemas básicos. Los ecosistemas son producto de la amplia variación en la precipitación que se registra entre las zonas al oeste del parque donde las nubes provenientes del océano Pacífico descargan hasta 4000 mm anuales de precipitación en la zona de Puerto Blest y el extremo este del parque donde en la zona de la estepa las precipitaciones apenas si alcanzan 600 mm anuales. Adicionalmente, las marcadas diferencias en la topografía que va desde las cumbres de las montañas con elevaciones de hasta 3400 m s. n. m. hasta unos 764 m s. n. m. en la costa del lago Nahuel Huapi —aún menos en las riberas del río Limay—, definen las cuatro zonas identificadas como: zona de montaña andina, bosque húmedo, bosque andino-patagónico y estepa patagónica.

### Montaña andina
La zona denominada montaña andina se ubica por encima de la cota de 1600-1700 m s. n. m., donde ya no se encuentran bosques, correspondiendo a la zona superior de los cerros. La zona está caracterizada por macizos rocosos, extensiones de piedras sueltas (pedreros) entremezcladas con arenas, y pequeñas praderas aisladas en los valles de alta montaña en la zona donde confluyen los arroyuelos que alimenta el deshielo. En su zona más baja existen algunas lagunas y ojos de agua como las lagunas Jakob, Verde, Negra, Ilón. Esta zona cubre un área equivalente al 19% de la superficie total del parque.
Las condiciones ambientales son muy rigurosas, estando la zona expuesta a nevadas y ventiscas a lo largo de todo el año, la humedad es reducida, existiendo una gran amplitud térmica entre el día y la noche. La exposición a los fuertes vientos que soplan en forma continua desde el oeste y la radiación solar contribuyen a hacer de este un medio bastante inhóspito. La zona permanece cubierta por una capa de nieve desde finales del otoño (mayo)- hasta entrada la primavera (octubre-noviembre).
Por ello la vegetación es de escasa altura, y se desarrolla principalmente en hondonadas o zonas que ofrecen resguardo frente a las condiciones climáticas. Es durante el período diciembre a marzo en que la vegetación existente recupera energías para hacer frente a las duras condiciones que prevalecen el resto del año, y que la vegetación ofrece vistosas flores que compiten por la atención del caminante. Las pequeñas praderas se desarrollan en terrenos mallinosos o con arroyos, habiéndose identificado unas 250 especies de plantas, con presencia de especies de compuestas, musgos, gramíneas, se destacan las flores como la estrella de los Andes y las pequeñas bayas de la murtilla o manzanilla. El Senecio carbonensis, la Abrotanella diemii, y la Menonvillea hirsuta, son especies endémicas de este parque. Asimismo sobre las rocas se desarrollan líquenes de vistosos colores.
En la zona baja, en inmediaciones de algunas de las lagunas se encuentran bosquecillos de lengas denominada "achaparradas", ya que por la acción de la carga de la nieve sobre ellas su altura no excede los 2 a 3 m de altura. También es posible encontrar pequeños ojos de agua en los que se observa durante el verano el desarrollo de renacuajos.

### Bosque húmedo (o bosque valdiviano)

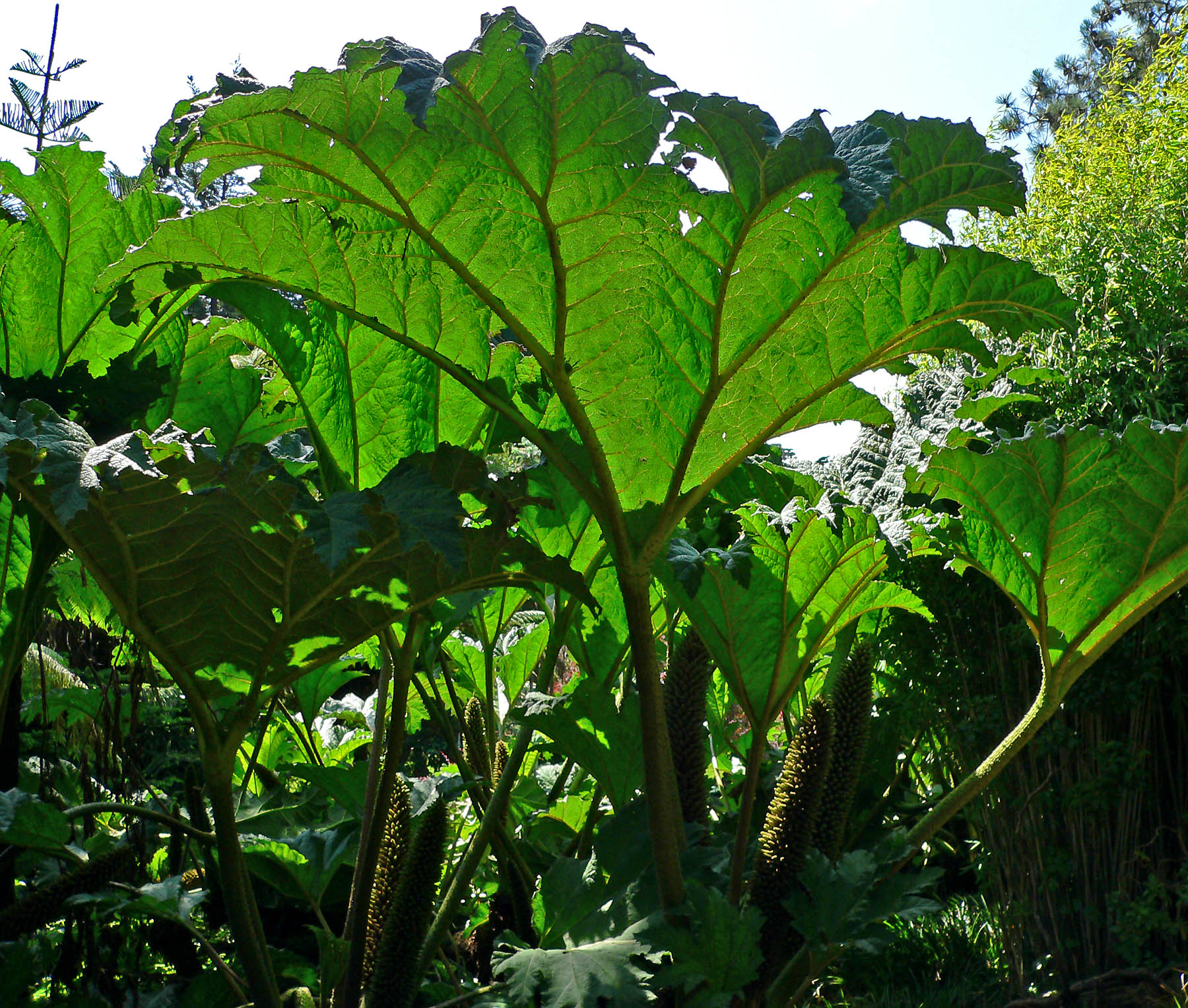
Nalca, típica del bosque valdiviano.

El bosque húmedo se aloja en el extremo oeste del parque en la zona aledaña al límite con Chile, siendo accesibles casi únicamente la zona de Puerto Blest y lago Frías, próxima al cerro Tronador, donde las precipitaciones alcanzan los 4000 mm anuales. Esta elevadísima precipitación determina el desarrollo de una vegetación exuberante, de intensos tonos de verde, en un ecosistema denominado bosque valdiviano
Esta selva de clima frío posee varias especies vegetales propias tales como el ciprés de las Guaitecas, el fuinque, el mañiú macho, y mañiú hembra. También se encuentran alerces gigantes, que es una especie sumamente longeva, pudiendo llegar a exceder los 4000 años de vida, es posible observar añosos ejemplares en el trayecto que une Puerto Blest con lago Frías, como también en proximidades del lago Los Cántaros y la cascada Los Cántaros. También se destaca la abundancia de cañas colihue y lianas que hacen que, en ciertas zonas, el sotobosque sea impenetrable. En claros del bosque se encuentran prados con profusión de nalcas, las que llaman la atención por sus grandes hojas de un color verde profundo y que llegan a tener 150 cm de diámetro. Numerosas flores de vivos colores se desarrollan en los ambientes húmedos de cascadas, entre las que se cuentan las del chilco.
En la zona de Colonia Suiza las hojas de la nalca son utilizadas en la preparación de un método de cocción proveniente de Chile: el curanto.

### Bosque andino-patagónico

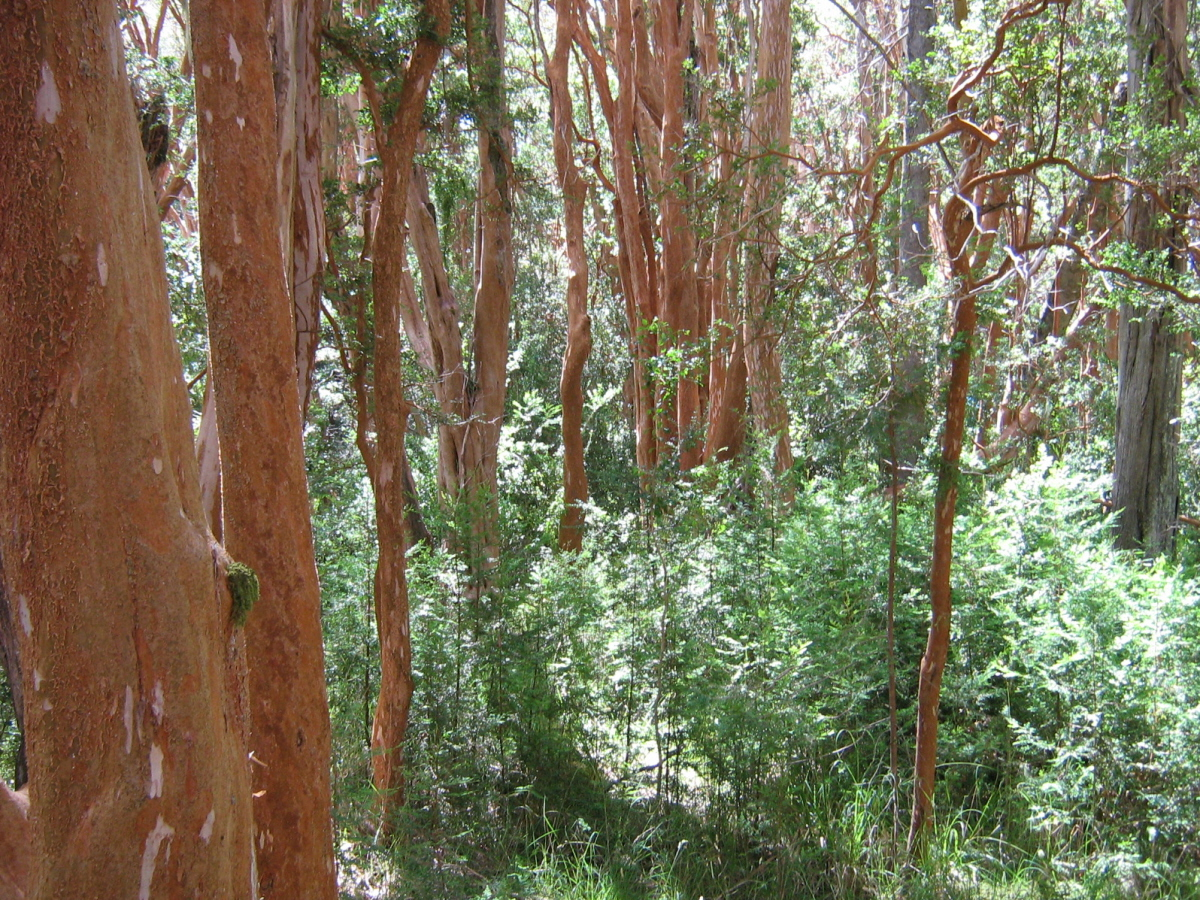
Bosquecillo de arrayanes.

El bosque andino-patagónico o bosque de transición se extiende hacia el este del bosque húmedo hasta alcanzar la estepa patagónica. La zona es una franja de unos 15 km de ancho de este a oeste, que representa aproximadamente el 14% de la superficie total del parque. El régimen de precipitaciones oscila entre los 600 a 1200 mm anuales, principalmente entre los meses de abril a agosto.
El parque posee una gran variedad de árboles, principalmente coníferas y fagáceas.
Es un bosque abierto de cipreses de la cordillera o ciprés patagónico, radales, ñires, y maitenes. La especie emblemática es el ciprés, destacándose su perfil cónico en las laderas de las montañas. El ciprés se adentra en el extremo este del parque en la zona de la estepa, con significativas poblaciones en la zona del Valle Encantado. Otras variedades arbóreas que se desarrollan en la región son el raulí, el lahuán o alerce patagónico, el laurel, el roble pellín, el fuinque, y el canelo.
Por encima de la cota de 1000 m s. n. m., se asientan bosquecillos de lenga y de ñire; las hojas caducas de la lenga se vuelven rojizas durante el otoño, lo que otorga una llamativa y vistosa coloración rojiza a las montañas. El sotobosque está compuesto por arbustos como la laura, el taique y la chaura o enredaderas como la mutisia, que se destaca por sus delicadas flores anaranjadas, y la reina mora o virreina semejante a la mutisia pero con flores de tonos lila. Otro arbusto nativo de flores muy vistosas es el notro que durante la primavera y comienzo del verano se viste de flores de color rojo intenso. La denominada rosa mosqueta, es una especie foránea que se ha desarrollado y aclimatado en la región, sus frutos son utilizados en la elaboración de dulces artesanales y de sus semillas se obtiene un aceite muy preciado en la preparación de productos cosméticos.
Otras variedades arbustivas relevantes en la zona son el espino negro de afiladas espinas, el pañil, la retama que provee un fulgurante color amarillo durante la floración que se desarrolla en el mes de diciembre, tanto el michay y el calafate que poseen pequeñas bayas moradas comestibles, y el chacay abundan en la zona.
El amancay de unos 40 cm de alto, con sus flores color naranja fuerte provee color al sotobosque en la zona del Challuaco, Cerro Otto y Cerro Catedral. En dichos ambientes también abunda la arvejilla.

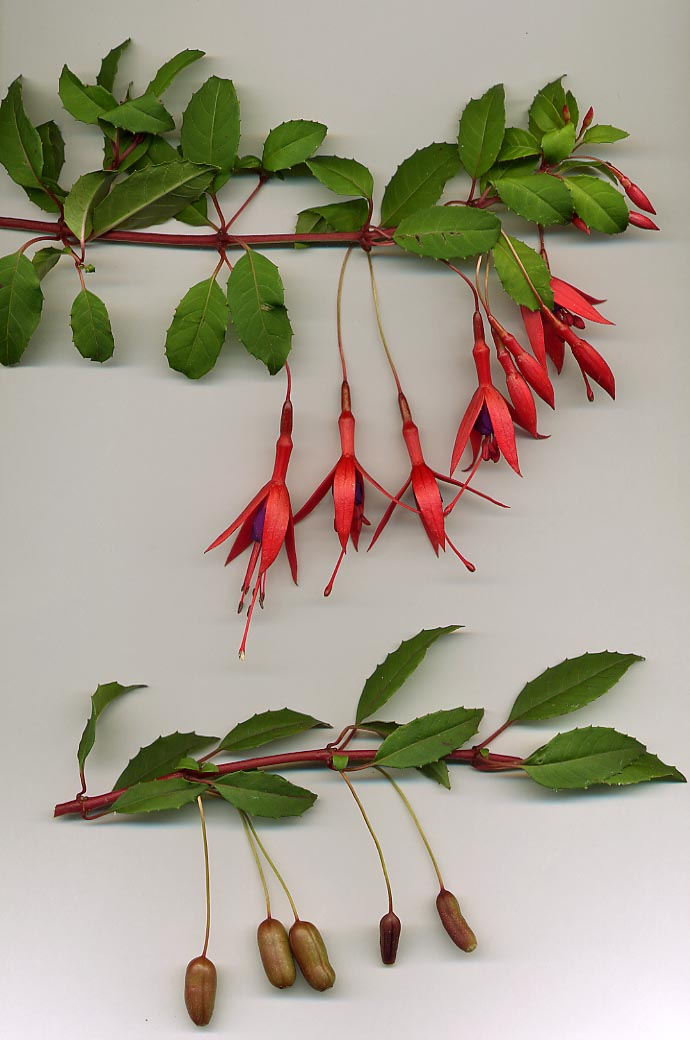
Flores y frutos de chilco, especie propia de arroyos umbrosos.

En la zona en que el bosque se recuesta sobre las estribaciones occidentales de la cordillera y/o zonas con niveles de precipitación mayores, los cipreses ceden su rol preponderante ante los majestuosos coihues, mientras que en el sotobosque son muy característicos los densos matorrales de caña colihue. En los claros del bosque en proximidades de arroyos encontramos las flores amarillas y delicadas del topa topa, las flores rojas botellita o flor de las cascadas y el vistoso chilco. Mientras que en ciertas praderas abiertas abundan los pastos y gramíneas salpicados de coloridas margaritas y dientes de león con sus características flores amarillas, taique con sus coloridas flores rojas, y plumerillos.
En proximidades de los lagos es posible encontrar ejemplares de pitra o patagua, y el vistoso arrayán, con su típica corteza de tono canela-anaranjado.
Existen numerosas variedades de helechos, musgos, líquenes como la barba del diablo y hongos (como el hongo del ciprés y el Llao Llao). El comúnmente llamado "llao-llao", es un vistoso tumor que se observa en coihues y lengas, es la expresión de una enfermedad producida por un hongo del género Cittaria. El hongo induce la formación de una cantidad excesiva de células y un agrandamiento de las mismas (hiperplasia hipertrofia). El hongo fructifica, produciendo unas bolas esponjosas de tono naranja pálido, que es llamado "pan de indio", y que es comestible.
Entre las especies parásitas o hemiparásitas que se asientan en los árboles se encuentran: el quintral (con sus flores de un rojo intenso) y el farolito chino o "flor de ñire" que es una mata amarillenta, hemiparásita de los notofagus (principalmente cohiue, ñire y lenga). El farolito chino absorbe la savia del árbol sobre el cual se asienta mediante haustorios, que hacen las veces de raíces penetrando el tejido del árbol.

### Estepa Patagónica

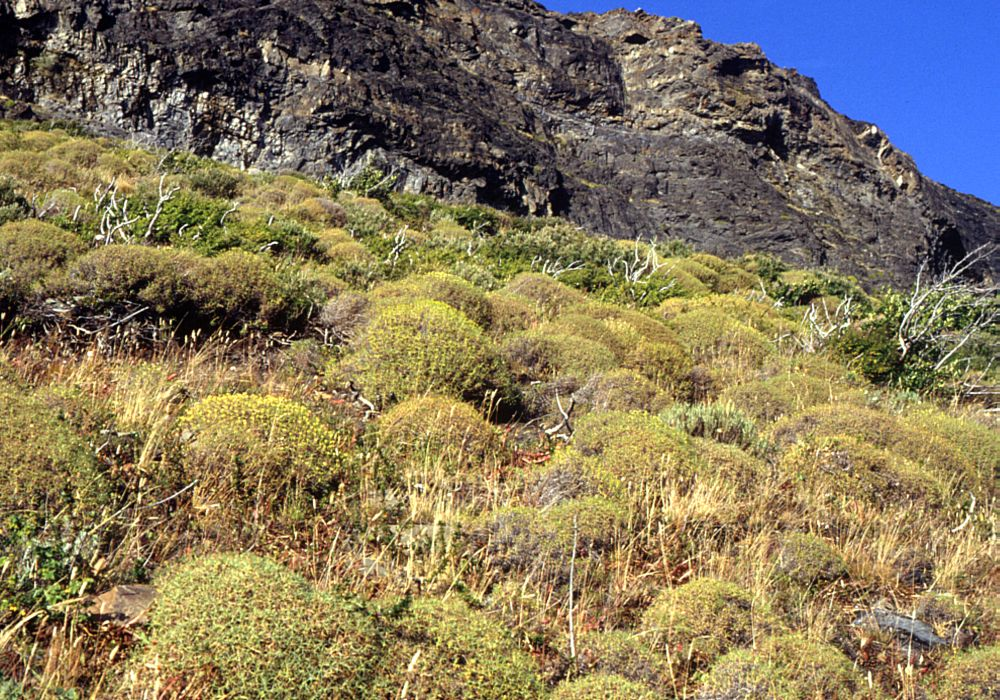
Matas de neneo en la estepa patagónica, con su característica forma de cojín.

La estepa patagónica se ubica en la cota 700 a 900 m s. n. m. en las estribaciones al este del Parque. La geografía está dominada por mesetas y serranías erosionadas menos elevadas, aunque existen algunas afloraciones rocosas. La flora de esta zona está adaptada a los menores niveles de precipitación que se registran (unos 600 mm a 700 mm anuales), al constante y fuerte viento que sopla desde la cordillera, y en general suelos muy pobres, pedregosos y con escasa materia orgánica. Existen algunos ríos de la cuenca atlántica y ciertas cuencas internas con lagunas en depresiones.
En las zonas montañosas y con valles se observan bosquecillos de ciprés patagónico, con pequeños ecosistemas en aguadas o terrenos mallinosos donde se observa el michay, el calafate, y maitén. Las zonas más descampadas se caracterizan por pastos duros, coirones y arbustos achaparrados con espinas y hojas muy pequeñas como el neneo, chuquiraga, adesmia y ephedra capaces de sobrevivir en condiciones semidesérticas, bajas temperaturas y vientos constantes.

## Fauna

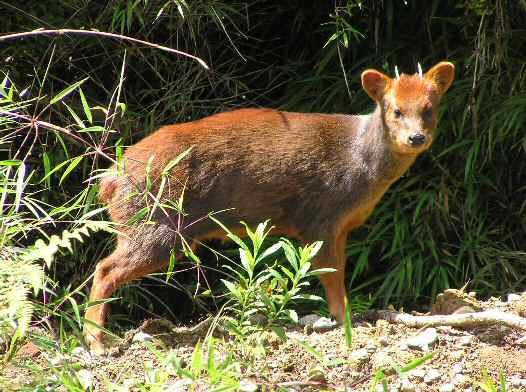
Ejemplar macho de Pudú.

### Animales autóctonos
El animal que más claramente se asocia con la zona es el cóndor andino, cuyas alas poseen una envergadura de hasta 3,3 m. Su hábitat lo constituyen los roqueríos inaccesibles en el extremo superior de los macizos montañosos (encima de los 2500 m s. n. m.). Es posible observar su planear majestuoso en la zona de montaña andina por ejemplo en el cerro Catedral y monte Tronador, aunque también se avistan ejemplares en conjuntos rocosos aislados de la estepa patagónica.

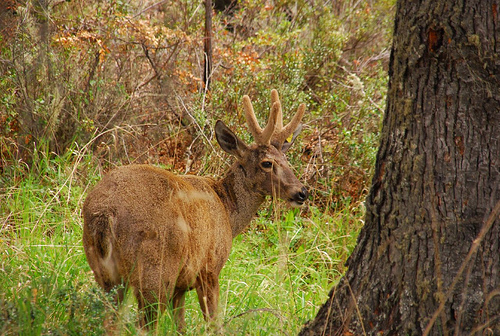
Ejemplar de Huemul

Entre los mamíferos se destaca el huemul, que es un ciervo robusto muy buen nadador, y de pelaje pardo. Durante el verano el huemul habita en las zonas altas al norte del Nahuel Huapi, alimentándose de los pastos de los mallines y praderas, en invierno baja a los valles buscando alimento. Otro de los cérvidos nativos que viven en el área es el pudú, que ha ganado fama por ser uno de los ciervos más pequeños del mundo, el adulto apenas llega a pesar 10 kg con una altura de unos 40 cm.

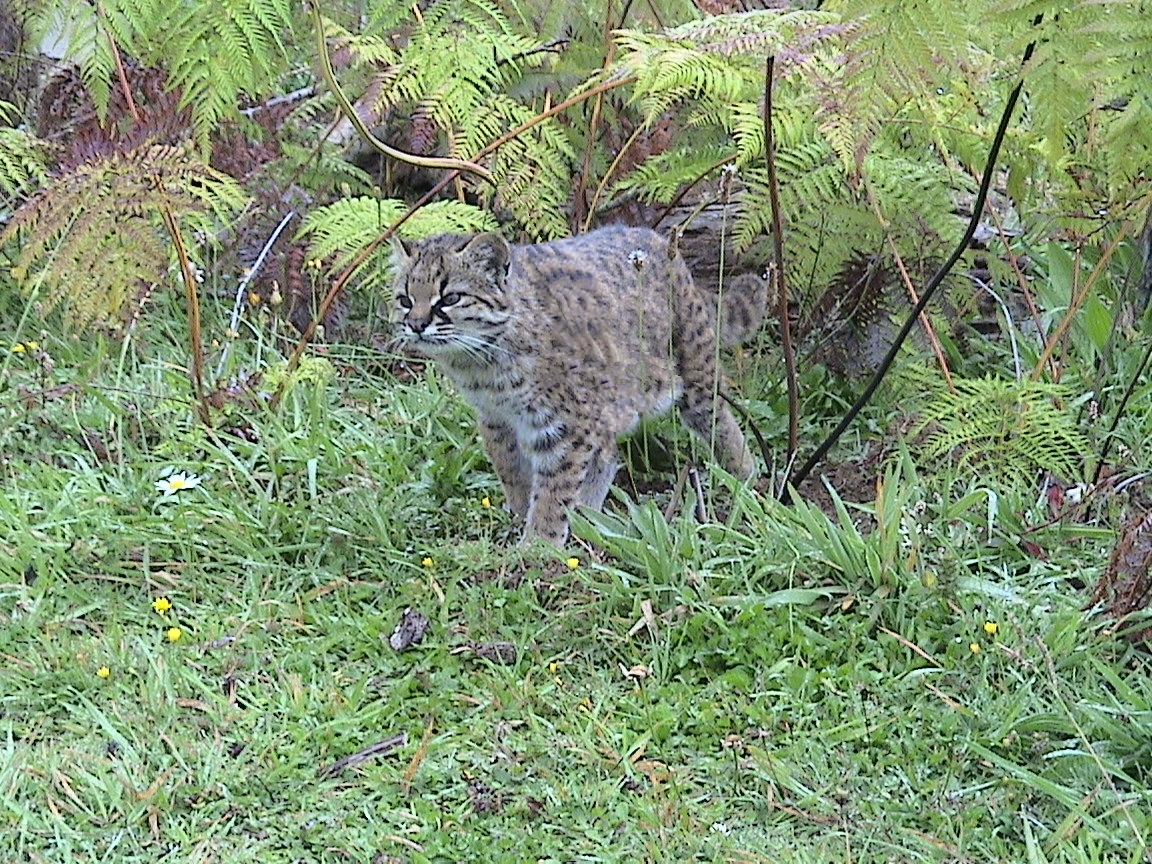
Ejemplar de gato huiña.

Dentro del área de bosques andino patagónicos el pudú ocupa la zona de vegetación más densa y húmeda, donde puede refugiarse y moverse con facilidad gracias a su pequeño tamaño. Se han realizado planes de cría en cautiverio del pudú, los que han permitido comprobar que la especie posee un buen grado de adaptabilidad.
Otras especies raras de avistar son el pequeño gato huiña, y la curiosa Comadrejita Trompuda, que en Argentina solo se la puede encontrar en este parque, habitando en la selva valdiviana de la zona de Puerto Blest.

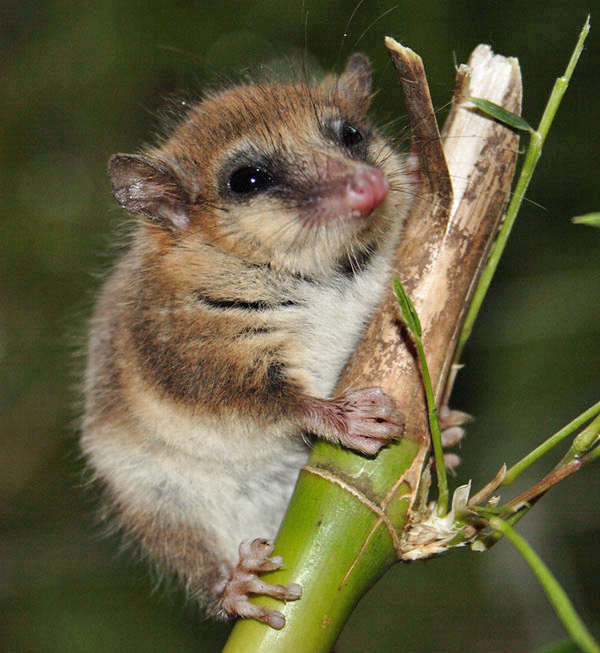
Ejemplar de Monito del Monte.

El monito del monte es un mamífero marsupial endémico que habita en el parque, de hábitos nocturnos es un hábil trepador. Otro marsupial de la zona es la comadrejita patagónica que es una especie de marsupial didelfimorfo de la familia Didelphidae exclusiva de Argentina, donde habita en ambientes fríos y secos.
Uno de los predadores del área protegida es el zorro colorado, el cual habita en los bosques caducifolios y la estepa. La presión que ejerce la presencia del hombre lo ha desplazado hacia las zonas menos transitadas, aunque a veces se aproxima a áreas de campamentos en busca de alimento. El huidizo tucu tucu patagónico, es un pequeño roedor que habita pequeñas cuevas que excava en el suelo, se alimenta de brotes y raíces.

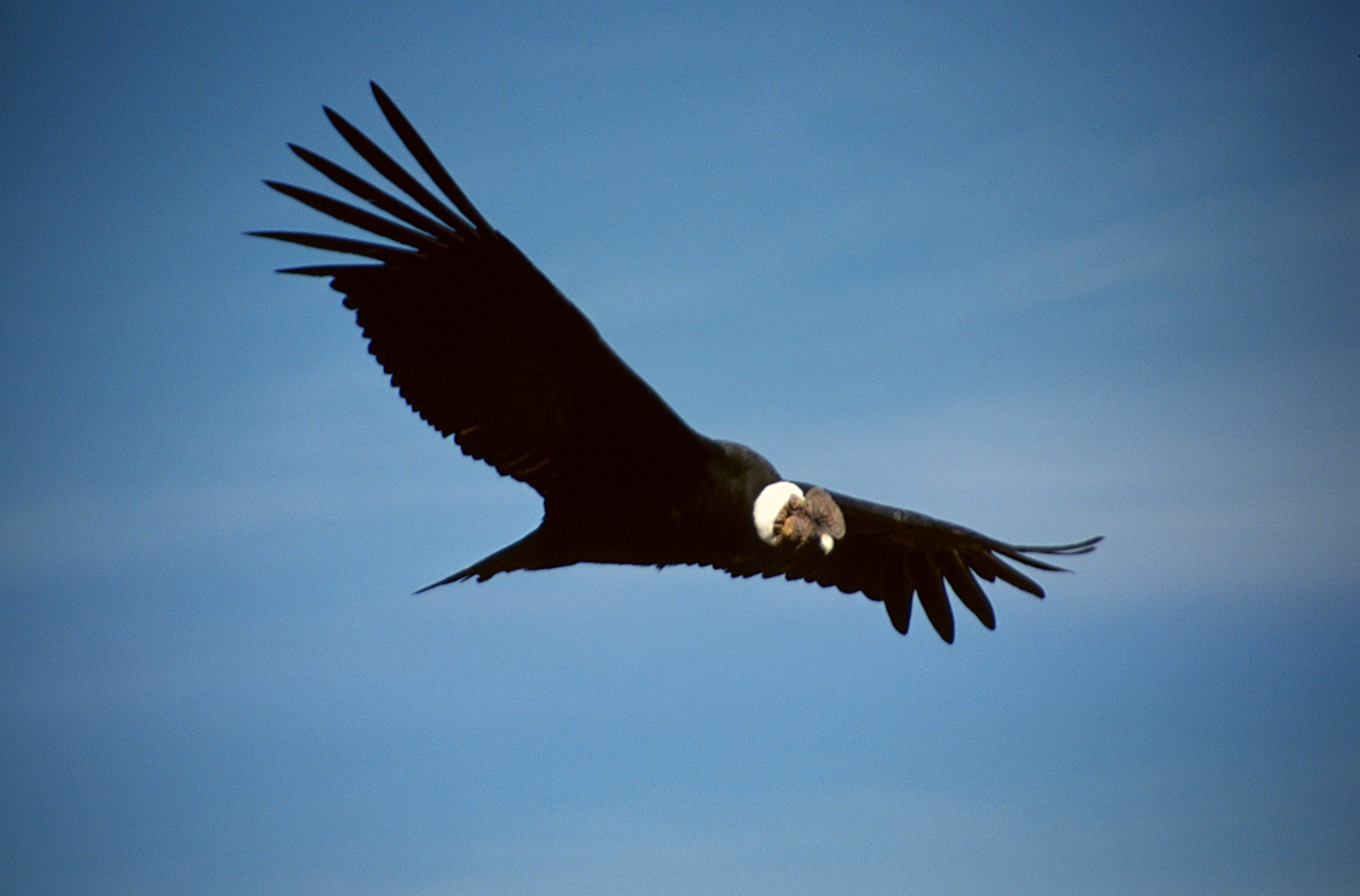
Cóndor andino.

En ambientes lacustres retirados, en zonas de vegetación espesa vive una rara especie de nutria nativa llamada huillín, la que se encuentra en peligro de extinción. Hábil nadador ayudado por sus cortas patas provistas de membrana interdigital, su esbelto cuerpo está recubierto por pelaje castaño. Se alimenta de pequeños crustáceos, cangrejos y langostinos.
En la zona de la estepa se encuentran pequeños rebaños de guanaco, que es un camélido sumamente ágil y veloz, es el mamífero autóctono más grande llegando a medir hasta 1,10 metros de alzada y está revestido por un pelaje doble y grueso que lo protege. El puma es el felino de mayor porte de la región, su principal hábitat es la estepa donde es el predador del guanaco, también habita en algunas zonas retiradas del bosque. Otro felino que habita en la región es el gato huiña (Leopardus guigna), un animal pequeño que mide unos 45 cm de largo, con pelaje largo con manchas negras. El gato huiña habita en los bosques húmedos y se alimenta básicamente de roedores y aves por la particularidad que posee de trepar árboles. En la zona de la estepa también se encuentran colonias del chinchillón o vizcacha de la sierra, un roedor que habita en zonas rocosas agrestes con escasa vegetación; de cuerpo macizo son características sus grandes orejas y cola larga enrulada hacia adelante. La fauna de la estepa se complementa con veloces choiques y liebres europeas.
Es posible observar una importante variedad de aves que incluyen la bandurria, el tero y cauquenes que se afincan en mallines y descampados húmedos, mientras que en los bosques se pueden ver coloridos pájaros carpinteros con su cuerpo negro y cabeza roja, zorzales, y colibríes rubíes de plumaje brillante. Por su parte el chucao vive en el sotobosque, desplazándose con pequeños saltos o mediante vuelos muy cortos.

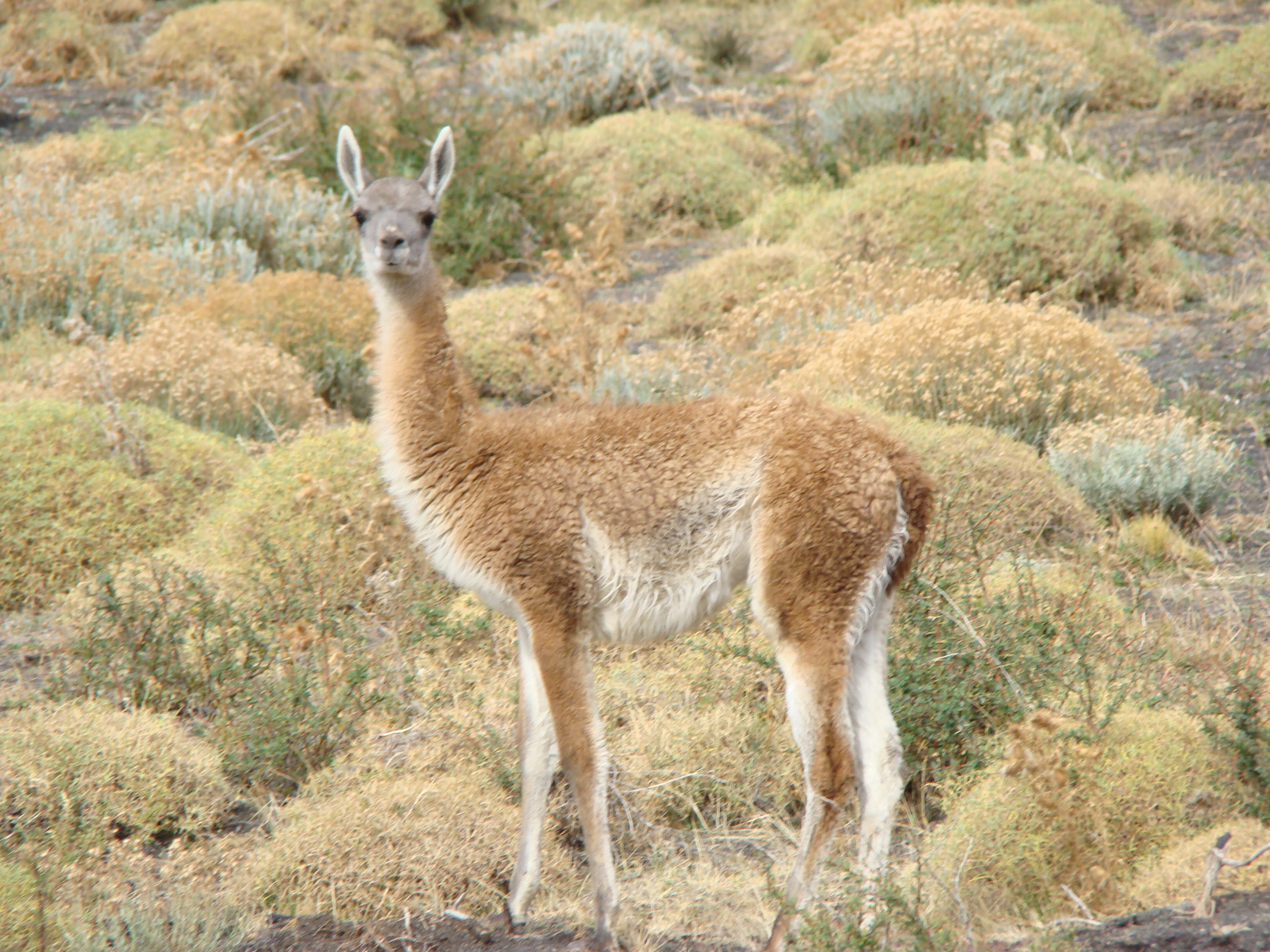
Guanaco, habitante de la zona de la estepa.

En los acantilados inaccesibles hay apostaderos de cormoranes, lo cual puede resultar extraño ya que es una especie que por lo general habita en ambientes marinos. En los lagos son frecuentes las cosmopolitas gaviotas cocineras, las cuales se caracterizan por seguir el rumbo de las embarcaciones turísticas que recorren los lagos.
En los arroyos retirados es dable observar a algún martín pescador, mientras espera pacientemente su pesca. En zonas de descampados y zonas más elevadas se observan jotes, y el aguilucho.

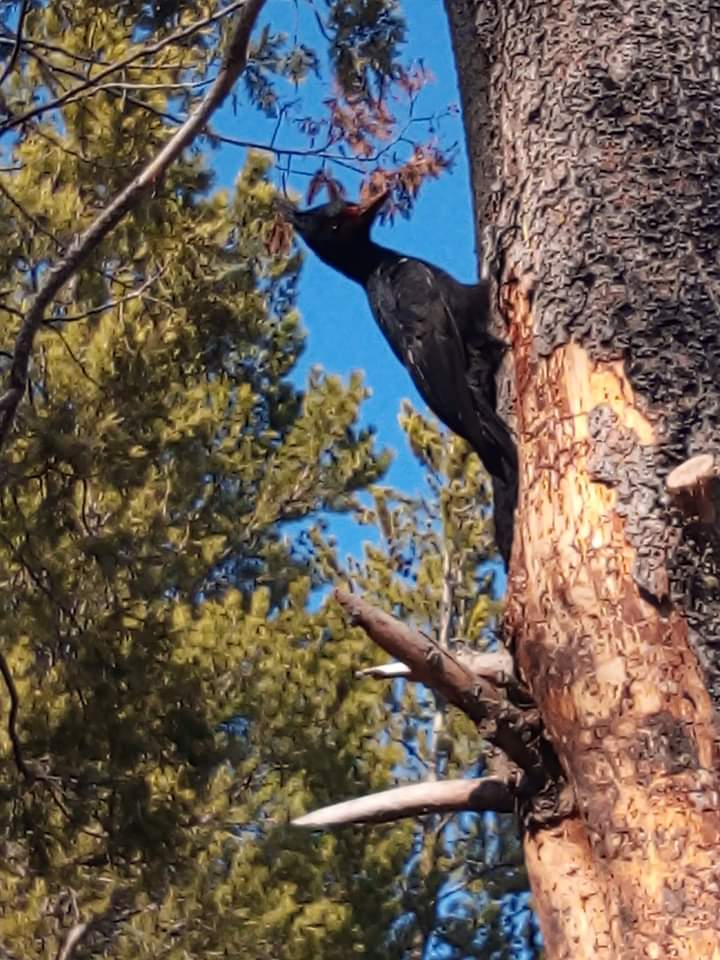
Ejemplar hembra de pájaro carpintero.

Dado el clima frío no existe una gran abundancia de insectos. Durante el verano en las zonas de la cordillera se observan varias variedades de tábanos. La zona también ha sido colonizada por una avispa carnívora denominada chaqueta amarilla que es una especie originaria de Europa pero que a finales de la década de 1990 se expandió a toda la región andino patagónica. Esta especie se destaca por su gran adaptación a distintos medios ambientes y por carecer de enemigos naturales. Lo cual sumado a su voracidad la convierten en un problema para la región.

### Animales foráneos

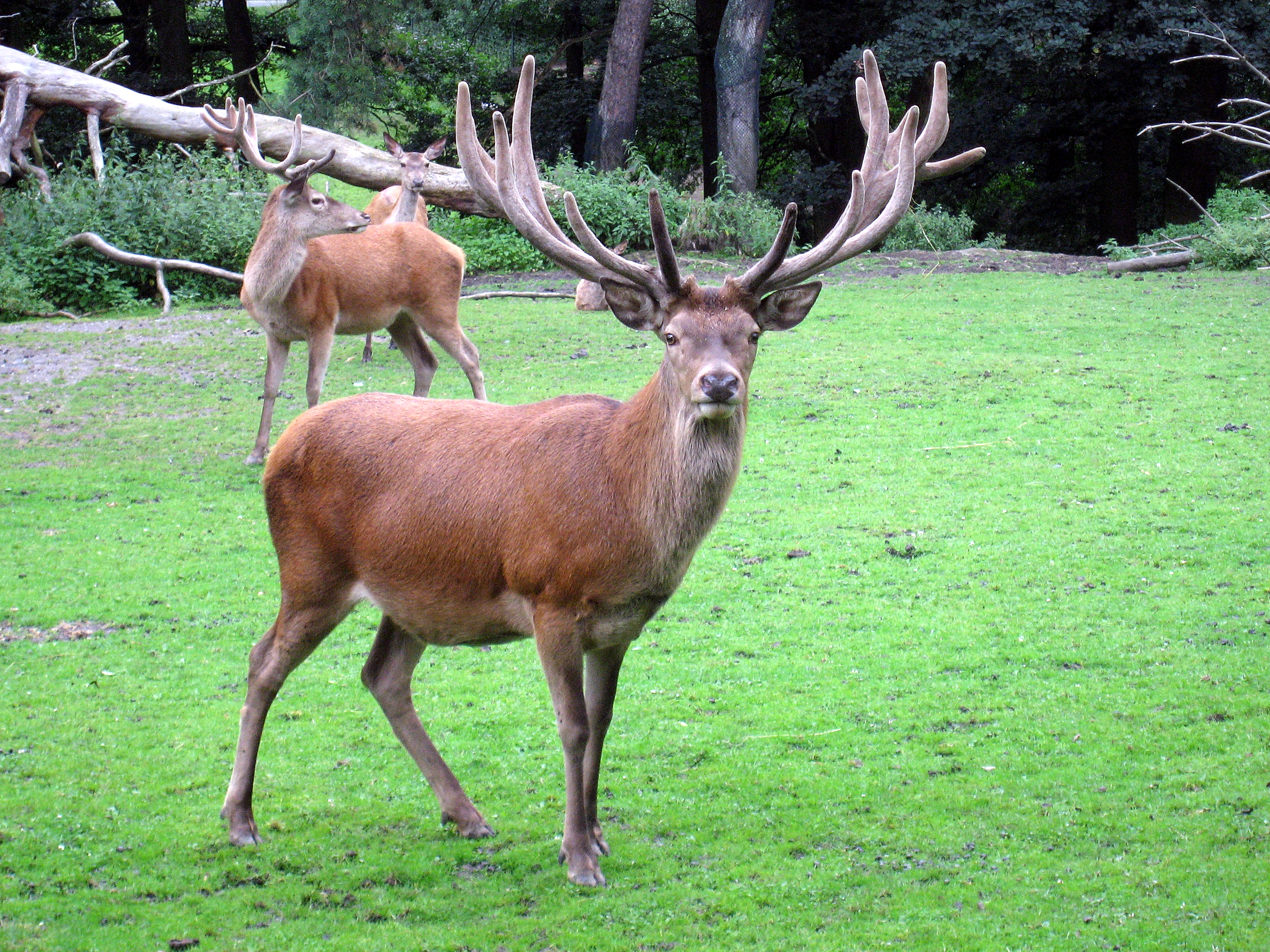
Ejemplar macho de ciervo colorado, ejemplo de animales foráneos introducidos en la zona del parque.

Desde inicios del siglo XX, se introdujeron y se han aclimatado en forma excelente, ejemplares de la fauna mayor de la región holártica, tales como el jabalí, el ciervo colorado, el ciervo axis y el ciervo dama, introducidos con fines cinegéticos. También la liebre introducida por los colonos europeos se ha aclimatado con gran éxito en la región.
Dentro del parque se encuentran algunas pequeñas explotaciones agrícolas, cuyos orígenes se remontan a los tiempos en que el parque todavía no existía. Estas chacras y tambos poseen pequeños rebaños de vacunos y ovejas.

### Peces
La fauna ictícola nativa está formada por el puyén, la trucha criolla, las peladillas, pequeños bagrecitos de arroyo y el pejerrey patagónico.
La introducción de los salmones y truchas exóticas resultó sumamente perjudicial para los peces nativos, que fueron predados por estas especies. Los lagos y lagunas del parque poseen numerosas bahías protegidas con juncales que proveen alimento y refugio a una población de salmónidos destacable, producto de siembras realizadas por los colonizadores de la región. También en la desembocadura de ríos y arroyos suelen encontrarse abundantes ejemplares.
Entre las especies encontramos fontinalis, arco iris y marrón con un promedio de 1 a 1,5 kg, aunque existen ejemplares de marrones de más de 3 kg. La pesca está reglamentada en el parque y solo es posible realizar actividades de pesca deportiva con uso de señuelos artificiales. Existen zonas exclusivas para pesca con mosca.

## Clima

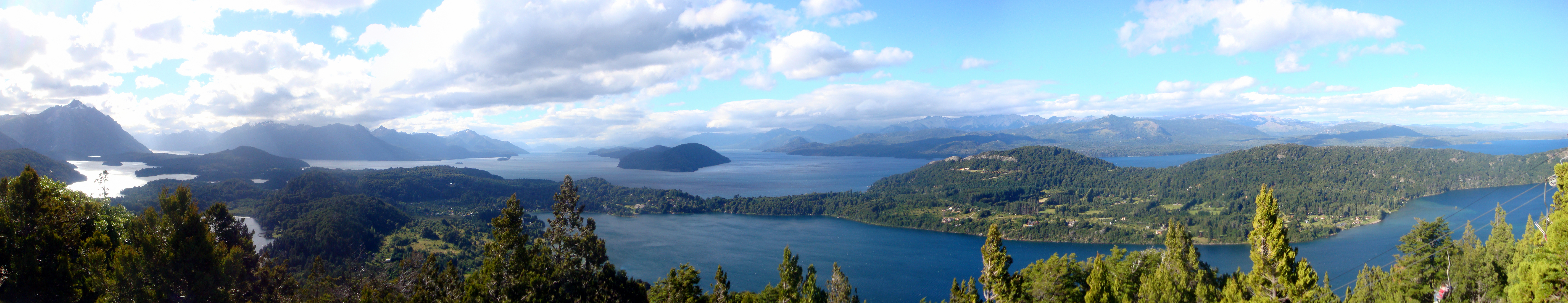
Vista panorámica del parque desde el Cerro Campanario.

La principal característica climática de este parque nacional es la fuerte disminución de las precipitaciones entre la zona oeste y la zona este, producto de la influencia que ejerce la cordillera de los Andes sobre los vientos húmedos que soplan desde el Pacífico en forma constante casi todo el año. Mientras que en la zona de Puerto Blest, lago Frias y Lago los Cántaros, próximo al límite con Chile, se registran hasta 4000 mm anuales de precipitación, Generando ecosistemas como la Selva Valdiviana, a 50km hacia el este solo se recogen 600 mm anuales, generando ecosistemas como la estepa patagónica.
Las precipitaciones están principalmente concentradas en el otoño e invierno, cuando son frecuentes las nevadas. Las temperaturas varían con la altura, con 2200 m s. n. m. como límite de las nieves perpetuas. A 800 m s. n. m. el promedio de las temperaturas es de 8 °C, con una media de 15 °C en enero y 2 °C en julio, con extremos de 33 °C y -15 °C.

## Accesos

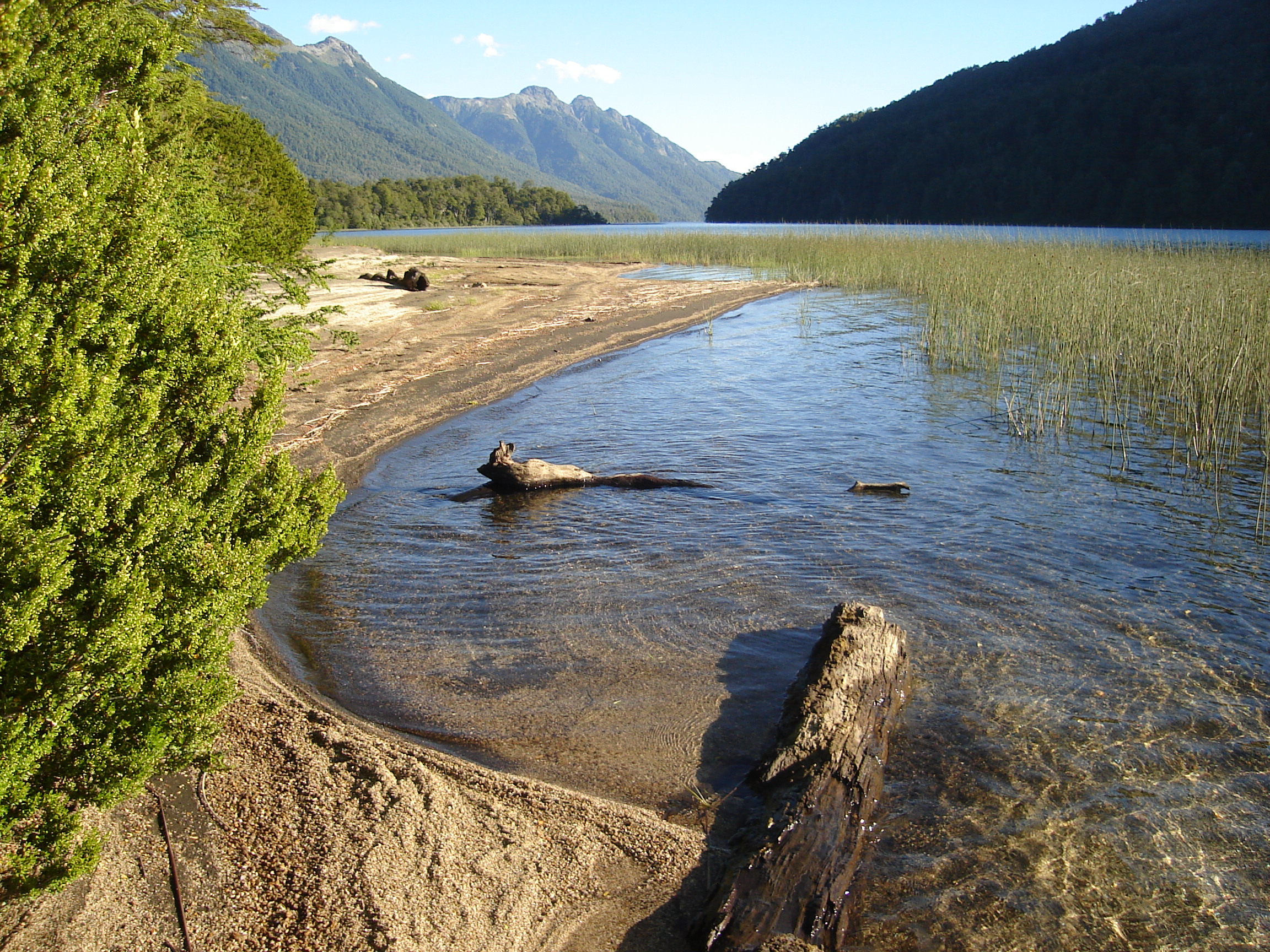
Una playa de agua diáfana en el lago Correntoso sobre el "Camino de los Siete Lagos".

Desde la ciudad de Neuquén, a unos 400 km al noreste del parque, el acceso es a través de la ruta nacional N.º 237. De hecho esta ruta es la principal vía de acceso a la región y la utilizada por la gran mayoría de los viajeros provenientes de las regiones centro y norte del país (Buenos Aires, Córdoba, Mendoza).
También es posible acceder al parque por el norte desde la ciudad de San Martín de los Andes. Para ello se puede utilizar la ruta nacional N.º 234 y la ruta nacional N.º 231, en lo que constituye el denominado "Camino de los Siete Lagos", o alternativamente se puede acceder mediante la ruta provincial N.º 63.
Desde el sur el acceso al parque nacional es a través de la ruta nacional n.º 258, que conecta con la localidad de El Bolsón.
En cuanto al transporte por vía aérea, la ciudad de San Carlos de Bariloche cuenta con un aeropuerto con capacidad para aeronaves internacionales desde el que hay vuelos diarios con la ciudad de Buenos Aires.
El parque se encuentra conectado con la República de Chile por tres pasos fronterizos:
- la ruta nacional n.º 231, que cruza la cordillera de los Andes por el paso Puyehue;
- la ruta provincial n.º 83, que cruza la cordillera de los Andes por el paso Cochamó
- y un cruce lacustre, por el paso Pérez Rosales.

## Actividades humanas y sus impactos

### Poblaciones dentro del parque
Dentro de los límites originales del parque además de la localidad de San Carlos de Bariloche, PN fundó una serie de villas para promover la región: Villa La Angostura, Villa Llanquín, Villa Traful, Villa Tacul, Villa Llao Llao, Villa Rincón y Villa Mascardi. Todas ellas fueron separadas posteriormente de la Administración de Parques Nacionales, actualmente son administradas como ejidos urbanos Bariloche y Villa La Angostura y el resto como comisiones vecinales o de fomento.

### Turismo y recreación
La Administración de Parques Nacionales promueve la visita al parque y sus diversos atractivos mediante el establecimiento de una importante infraestructura turística, que incluyó —por ejemplo— la construcción del hotel Llao Llao y la catedral de Bariloche. La ciudad más populosa dentro del parque es San Carlos de Bariloche, emplazada sobre la margen sur del lago Nahuel Huapi, la que sirve de base principal para las actividades turísticas, de recreación, deportivas, y de investigación de la naturaleza que se desarrollan en el parque. Villa La Angostura es otra población que se ubica sobre la orilla norte del lago Nahuel Huapi, dentro de los confines del parque.
El parque es visitado por numerosos turistas que desarrollan múltiples actividades recreativas y deportivas en él. Por sus características y ubicación es posible realizar un conjunto diverso de actividades y deportes a lo largo de todo el año. 

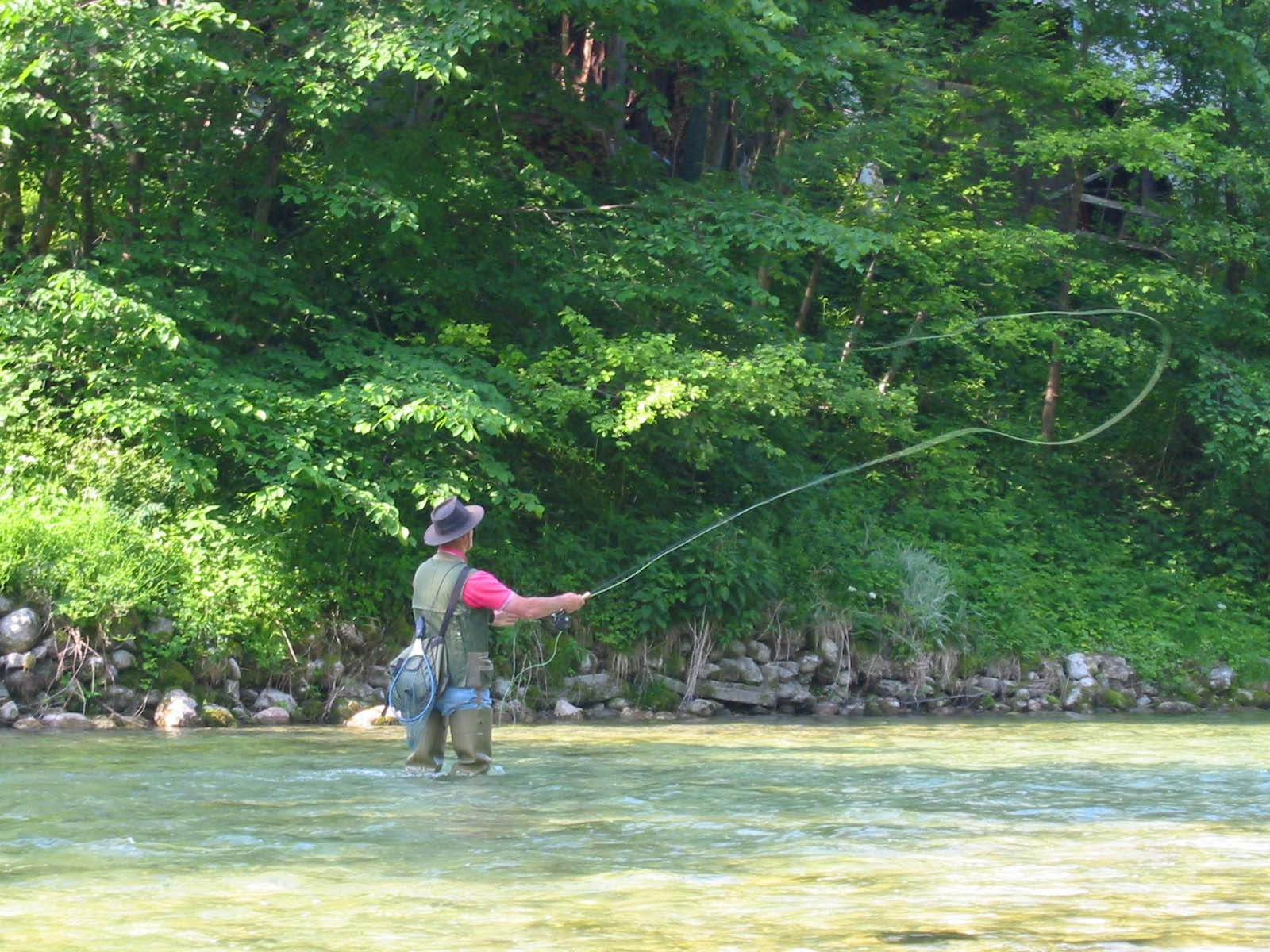
En el parque Nahuel Huapi existen zonas exclusivas para la práctica de la pesca deportiva con mosca.

El parque es atravesado por más de 500 km de rutas y caminos que permiten el acceso a puntos de gran belleza; esto es complementado por una rica oferta de hosterías y hoteles que permiten hospedarse en diversas zonas del parque con amplia variedad de servicios. Se destacan el llamado "Circuito Chico" que permite recorrer en un paseo de 2 horas de duración la zona ubicada al oeste de la ciudad de Bariloche, y el llamado "Circuito Grande" que se extiende a la zona al norte del lago Nahuel Huapi, llegando hasta la localidad de Villa Traful y recorrer un tramo del "Camino de los Siete Lagos"; el cual, por otro lado, ofrece un vistoso acceso a la ciudad de San Martín de Los Andes y al Parque nacional Lanín, que limita por el norte al Nahuel Huapi. Otra ruta permite adentrarse en la zona sur del parque, recorriendo los lagos Gutiérrez, Mascardi y Guillelmo, y acceder hacia al cerro Tronador y la cascada Los Alerces. A la vera de los caminos en diversos puntos existen áreas de acampe permitido; algunas de ellas cuentan con fogones y sanitarios.
Existen numerosas embarcaciones que realizan excursiones en las aguas del Lago Nahuel Huapi. Los principales recorridos parten desde "Puerto Pañuelo" (ubicado en proximidades del Hotel Llao Llao), o desde el muelle ubicado frente al Centro Cívico Bariloche. Un circuito es el que accede a Puerto Blest, Laguna Frías y la cascada los Cántaros, otro conduce a la Isla Victoria y al Bosque de Arrayanes. En el lago Mascardi también existe una nave que realiza recorridos turísticos.
El parque también posee una extensa red de sendas y picadas, mediante las cuales es posible acceder a pie y/o a caballo, a un sinnúmero de lagos, lagunas, ríos y montañas que conforman el parque. Algunos de estas sendas conducen a refugios de montaña administrados por el Club Andino Bariloche. Entre las sendas favoritas de montañismo se cuentan: ascenso al Monte Tronador, con varias variantes que permiten llegar hasta sus glaciares; las sendas que conectan con los refugios San Martín (refugio Jakob) y Manfredo Segre (Laguna Negra); sendas al Cerro López y hasta el mirador de la Roca de los Habsburgo, la caminata denominada Paso de las Nubes que une Puerto Frías con Pampa Linda; las sendas al filo del Rucaco; al refugio Frey en el Cerro Catedral; y al valle del Challuaco.
En los lagos y ríos del parque es posible realizar actividades de pesca deportiva, la que está regulada a los efectos de preservar el recurso ictícola. Existen zonas exclusivas para la práctica de la pesca deportiva con mosca. Entre las actividades acuáticas se practica kayakismo, windsurf, velerismo, buceo y canotaje.
El Nahuel Huapi ofrece numerosas alternativas para el turismo y disfrute de los visitantes que suman unas 700 000 personas por año. Entre las actividades que se pueden realizar se incluyen caminatas, esquí, escalada en roca y hielo, cabalgatas, campismo, navegación, pesca y paseos en barco y en automóvil. Durante el invierno se destacan los deportes invernales, incluyendo el esquí, los que pueden practicarse en el cerro Catedral y el cerro Bayo.

### Impacto de las actividades humanas
Un número importante de actividades que ha realizado y realiza el hombre impactan sobre el medio ambiente del parque.

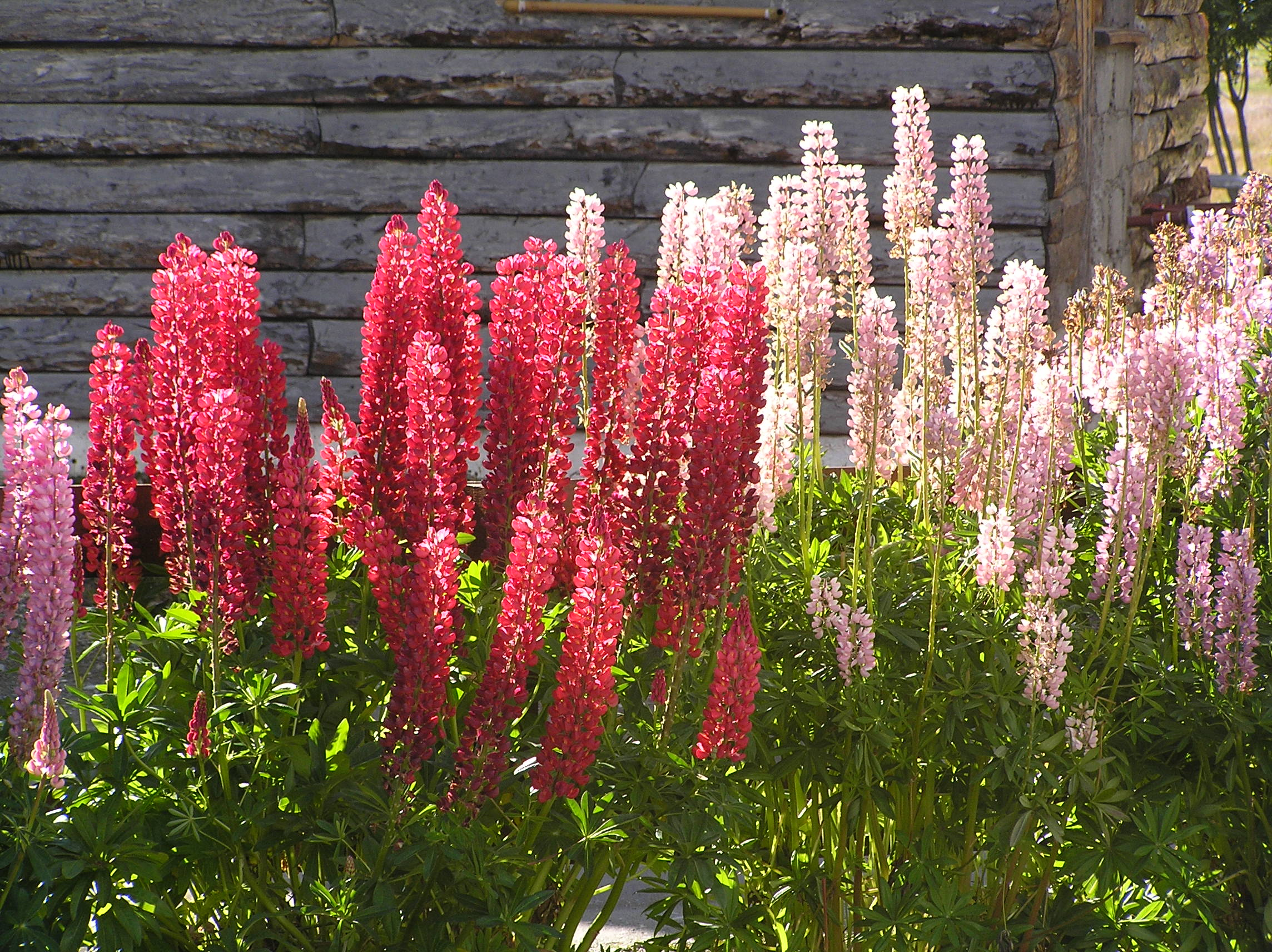
Flores del lupino, ejemplo de plantas foráneas que se han adaptado y diseminado por el parque.

Respecto a la diversidad de su fauna y flora la introducción de especies foráneas hace que se vean desplazadas o amenazadas las especies autóctonas. Entre los animales introducidos se destacan varias especies de ciervos, la liebre, el jabalí, como también salmones y truchas en sus espejos de agua, dentro de los artrópodos se destacan la tijereta y la a veces peligrosa chaqueta amarilla. En particular es en la fauna ictícola donde se ha observado un mayor retroceso de las especies locales tales como el pejerrey patagónico y el puyen en desmedro de los invasores.
En cuanto a la flora, la introducción de varias especies arbóreas norteamericanas o europeas por los pobladores de la región tanto con fines decorativos y/o de forestación ha causado en ciertas zonas el desplazamiento de bosques nativos. También numerosas especies de plantas de flores han migrado desde los jardines a los ambientes naturales de la zona, siendo casos emblemáticos en este sentido la rosa mosqueta, los lupinos y la retama.
La presencia de la ciudad de Bariloche y de Villa La Angostura dentro de los confines del parque constituyen importantes focos de riesgo para su integridad. El hombre ha introducido ganado vacuno y ovino en ciertas zonas, extrae madera como leña y para la construcción, y la disposición de los efluentes líquidos y basura en general son todas actividades que amenazan la existencia de los diversos ecosistemas que componen el parque. Adicionalmente, la presencia humana ha significado un aumento importante en la frecuencia y la extensión de los incendios forestales y de pastizales (en la meseta).

### Incendios forestales
Las características geográficas, climáticas y de ocupación humana de ciertas zonas del parque, hacen que en el mismo se deba dedicar un importante esfuerzo a la prevención, detección y lucha contra incendios.
Uno de los incendios más antiguos de los que se tenga noticia, asoló durante un mes los bosques que rodeaban un brazo del lago Nahuel Huapi en una extensión de unos 10 km. Desde entonces dicho brazo se llama "Brazo de la Tristeza", por el desolador espectáculo que ofrecen los troncos secos y quemados de los árboles todavía en pie. A este respecto es de destacar que a diferencia de lo que ocurre con algunas especies arbóreas de otras zonas del mundo (por ejemplo el eucalipto en Australia) que se regeneran rápidamente luego de un incendio, los cipreses y coihues no se regeneran. Más recientemente en 1987 un rayo que cayó sobre el bosque de coihues en el Cerro Capilla durante la temporada de verano, desencadenó un incendio de grandes proporciones.
Muchos de los incendios en épocas recientes se originan en proximidades de la ciudad de Bariloche, donde sobre todo en verano en condiciones de muy baja humedad y altas temperaturas, la presión de la población sobre el entorno deviene en incendios (algunos accidentales y otros intencionales).
Una red de puntos de observación y detección, complementados con cámaras infrarrojas permite la detección temprana de los focos de fuego, lo cual aumenta considerablemente la probabilidad de que pueda ser extinguido en una etapa temprana antes de que se extienda por acción del viento.
Además de los cuerpos de bomberos de las poblaciones ubicadas en el parque, el parque nacional cuenta con el Departamento de Incendios, Comunicaciones y Emergencias (ICE) para coordinar la lucha y combate de los incendio forestales.
Los métodos utilizados, incluyen la lucha directa contra las llamas y la abertura de "cortafuegos" o espacios despejados para retrasar o detener el avance del fuego.
Para extinguir los incendios se suele recurrir a echar tierra sobre matorrales encendidos, echar agua mediante mangueras hidrantes o desde helicópteros y/o aviones con grandes contenedores para cargar agua.